# WTA Tour 2019
WTA Tour 2019 představoval 49. ročník nejvyšší úrovně ženského profesionálního tenisu, hraný v roce 2019. Sezóna okruhu trvajícího od 31. prosince 2018 do 3. listopadu 2019 zahrnovala 60 turnajů probíhajících ve 28 státech, které až na výjimky organizovala Ženská tenisová asociace (WTA).
Do okruhu WTA Tour se řadily čtyři grandslamové turnaje – pořádané Mezinárodní tenisovou federací (ITF), dvacet jedna událostí kategorie Premier s úrovněmi Premier Mandatory, Premier 5 a Premier 700, třicet dva turnajů International i dvě závěrečné události sezóny WTA Finals a WTA Elite Trophy.
Součástí kalendáře byly také týmové soutěže organizované ITF – Fed Cup a Hopmanův pohár, z něhož hráčky nezískaly do žebříčku žádné body.
Jako světová jednička ve dvouhře do sezóny vstoupila Rumunka Simona Halepová a deblové klasifikaci na počátku roku vévodila česká dvojice Barbora Krejčíková a Kateřina Siniaková. Na čele žebříčku singlovou sezónu poprvé uzavřela Australanka Ashleigh Bartyová a v deblové části Češka Barbora Strýcová.
Poprvé v historii okruhu WTA Tour vyhrálo osmnáct úvodních turnajů ve dvouhře 18 různých tenistek. Rekordně dlouhou sérii ukončila až v závěru dubna Petra Kvitová druhou sezónní trofejí ve Stuttgartu.
Mužskou obdobu ženského okruhu představoval ATP Tour 2019 a nižší úroveň ženské túry pak WTA 125K 2019.

## Změny v turnajové listině
Na turnajové listině došlo vůči sezóně 2018 k několika změnám.
Únorový Taiwan Open v Tchaj-peji byl nahrazen thajským Thailand Open, probíhajícím v Hua Hinu a naposledy předtím hraným v roce 2015. Po jednom odehraném ročníku antukového Moscow River Cupu přemístili moskevští držitelé pořadatelských práv turnaj do lotyšského lázeňského města Jūrmala a změnili název na Baltic Open. Poprvé v historii tak Lotyšsko získalo pořadatelství akce WTA Tour. V témže červencovém termínu se s lotyšskou akcí na túru vrátil Palermo Ladies Open, naposledy předtím konaný v roce 2013. Nančchangský Jiangxi Open byl přesunut z července do první poloviny září. Rovněž ke změně místa konání došlo u švýcarského Swiss Open, který se organizátoři z Grand Chelem Event AG rozhodli po třech letech přemístit z Gstaadu do Lausanne.
Uskutečnila se také každoroční plánovaná výměna úrovní kategorie Premier mezi Dubai Tennis Championships a Qatar Ladies Open a cirkulace dějiště Canada Masters. Poprvé došlo k termínové výměně u dvou závěrečných událostí, kdy WTA Elite Trophy o týden předchází WTA Finals, jenž se na deset let přestěhoval ze Singapuru do Šen-čenu. V únoru 2019 bylo oznámeno zrušení newhavenského turnaje Connecticut Open Tennis z kategorie Premier, jehož pořadatelé nezajistili finanční podporu sponzorů. Událost se konala dvacet jedna let. Pořadatelská práva odkoupili organizátoři Zhengzhou Open, turnaje s milionovou dotací hraného v Čeng-čou, jenž se na počátku září stal zahajovací událostí čínské túry. Jako poslední byl v červnu 2019 do okruhu zahrnut newyorský Bronx Open, který ve druhé polovině srpna zaplnil místo po Connecticut Open.

## Chronologický přehled turnajů
Chronologický přehled turnajů uvádí kalendář událostí okruhu WTA Tour 2019 včetně dějiště, počtu hráček, povrchu, kategorie a celkové dotace.
Legenda
Tabulky měsíců uvádí vítězky a finalistky dvouhry i čtyřhry a dále pak semifinalistky a čtvrtfinalistky dvouhry. Zápis –S/–Q/–D/–X uvádí počet hráček dvouhry/hráček kvalifikace dvouhry/párů čtyřhry/párů mixu, (ZS) – základní skupina.
| Grand Slam            |
| Tour Championships    |
| WTA Premier Mandatory |
| WTA Premier 5         |
| WTA Premier           |
| WTA International     |
| Týmové soutěže        |

### Leden
| Týden od            | Turnaj | Vítězky                                                     | Finalistky                                | Semifinalistky                          | Čtvrtfinalistky                                                                       |
| ------------------- | --- | ----------------------------------------------------------- | ----------------------------------------- | --------------------------------------- | ------------------------------------------------------------------------------------- |
| 31. prosince        | MasterCard Hopman Cup Perth, Austrálie Týmová soutěž 1 000 000 A$ – tvrdý (h) – 8 týmů (ZS)                     | Švýcarsko 2–1                                               | Německo                                   | Skupina A Austrálie Španělsko Francie   | Skupina B Řecko Velká Británie Spojené státy                                          |
| 31. prosince        | Brisbane International Brisbane, Austrálie WTA Premier 1 000 000 $ – tvrdý – 30S/32Q/16D dvouhra • čtyřhra      | Karolína Plíšková 4–6, 7–5, 6–2                             | Lesja Curenková                           | Donna Vekićová Naomi Ósakaová           | Aljaksandra Sasnovičová Ajla Tomljanovićová Anett Kontaveitová Anastasija Sevastovová |
| 31. prosince        | Brisbane International Brisbane, Austrálie WTA Premier 1 000 000 $ – tvrdý – 30S/32Q/16D dvouhra • čtyřhra      | Nicole Melicharová Květa Peschkeová 6–1, 6–1                | Čan Chao-čching Latisha Chan              | Donna Vekićová Naomi Ósakaová           | Aljaksandra Sasnovičová Ajla Tomljanovićová Anett Kontaveitová Anastasija Sevastovová |
| 31. prosince        | Shenzhen Open Šen-čen, ČLR WTA International 750 000 $ – tvrdý – 32S/16Q/16D dvouhra • čtyřhra                  | Aryna Sabalenková 4–6, 7–6(7–2), 6–3                        | Alison Riskeová                           | Wang Ja-fan Věra Zvonarevová            | Maria Šarapovová Monica Niculescuová Sorana Cîrsteaová Veronika Kuděrmetovová         |
| 31. prosince        | Shenzhen Open Šen-čen, ČLR WTA International 750 000 $ – tvrdý – 32S/16Q/16D dvouhra • čtyřhra                  | Pcheng Šuaj Jang Čao-süan 6–4, 6–3                          | Tuan Jing-jing Renata Voráčová            | Wang Ja-fan Věra Zvonarevová            | Maria Šarapovová Monica Niculescuová Sorana Cîrsteaová Veronika Kuděrmetovová         |
| 31. prosince        | ASB Classic Auckland, Nový Zéland WTA International 250 000 $ – tvrdý – 32S/32Q/16D dvouhra • čtyřhra           | Julia Görgesová 2–6, 7–5, 6–1                               | Bianca Andreescuová                       | Sie Šu-wej Viktória Kužmová             | Venus Williamsová Sara Sorribes Tormová Amanda Anisimovová Eugenie Bouchardová        |
| 31. prosince        | ASB Classic Auckland, Nový Zéland WTA International 250 000 $ – tvrdý – 32S/32Q/16D dvouhra • čtyřhra           | Eugenie Bouchardová Sofia Keninová 1–6, 6–1, [10–7]         | Paige Mary Houriganová Taylor Townsendová | Sie Šu-wej Viktória Kužmová             | Venus Williamsová Sara Sorribes Tormová Amanda Anisimovová Eugenie Bouchardová        |
| 7. ledna            | International Sydney Sydney, Austrálie WTA Premier 823 000 $ – tvrdý – 30S/24Q/16D dvouhra • čtyřhra            | Petra Kvitová 1–6, 7–5, 7–6(7–3)                            | Ashleigh Bartyová                         | Kiki Bertensová Aljaksandra Sasnovičová | Elise Mertensová Julia Putincevová Timea Bacsinszká Angelique Kerberová               |
| 7. ledna            | International Sydney Sydney, Austrálie WTA Premier 823 000 $ – tvrdý – 30S/24Q/16D dvouhra • čtyřhra            | Aleksandra Krunićová Kateřina Siniaková 6–1, 7–6(7–3)       | Eri Hozumiová Alicja Rosolská             | Kiki Bertensová Aljaksandra Sasnovičová | Elise Mertensová Julia Putincevová Timea Bacsinszká Angelique Kerberová               |
| 7. ledna            | Hobart International Hobart, Austrálie WTA International 250 000 $ – tvrdý – 32S/24Q/16D dvouhra • čtyřhra      | Sofia Keninová 6–3, 6–0                                     | Anna Karolína Schmiedlová                 | Alizé Cornetová Belinda Bencicová       | Kirsten Flipkensová Greet Minnenová Irina-Camelia Beguová Dajana Jastremská           |
| 7. ledna            | Hobart International Hobart, Austrálie WTA International 250 000 $ – tvrdý – 32S/24Q/16D dvouhra • čtyřhra      | Čan Chao-čching Latisha Chan 6–3, 3–6, [10–6]               | Kirsten Flipkensová Johanna Larssonová    | Alizé Cornetová Belinda Bencicová       | Kirsten Flipkensová Greet Minnenová Irina-Camelia Beguová Dajana Jastremská           |
| 14. ledna 21. ledna | Australian Open Melbourne, Austrálie Grand Slam 28 814 100 A$ – tvrdý 128S/96Q/64D/32X dvouhra • čtyřhra • mix  | Naomi Ósakaová 7–6(7–2), 5–7, 6–4                           | Petra Kvitová                             | Karolína Plíšková Danielle Collinsová   | Serena Williamsová Elina Svitolinová Ashleigh Bartyová Anastasija Pavljučenkovová     |
| 14. ledna 21. ledna | Australian Open Melbourne, Austrálie Grand Slam 28 814 100 A$ – tvrdý 128S/96Q/64D/32X dvouhra • čtyřhra • mix  | Samantha Stosurová Čang Šuaj 6–3, 6–4                       | Tímea Babosová Kristina Mladenovicová     | Karolína Plíšková Danielle Collinsová   | Serena Williamsová Elina Svitolinová Ashleigh Bartyová Anastasija Pavljučenkovová     |
| 14. ledna 21. ledna | Australian Open Melbourne, Austrálie Grand Slam 28 814 100 A$ – tvrdý 128S/96Q/64D/32X dvouhra • čtyřhra • mix  | Barbora Krejčíková Rajeev Ram 7–6(7–3), 6–1                 | Astra Sharmaová John-Patrick Smith        | Karolína Plíšková Danielle Collinsová   | Serena Williamsová Elina Svitolinová Ashleigh Bartyová Anastasija Pavljučenkovová     |
| 28. ledna           | St. Petersburg Ladies Trophy Petrohrad, Rusko WTA Premier 823 000 $ – tvrdý (h) – 28S/32Q/16D dvouhra • čtyřhra | Kiki Bertensová 7–6(7–2), 6–4                               | Donna Vekićová                            | Věra Zvonarevová Aryna Sabalenková      | Petra Kvitová Darja Kasatkinová Jekatěrina Alexandrovová Anastasija Pavljučenkovová   |
| 28. ledna           | St. Petersburg Ladies Trophy Petrohrad, Rusko WTA Premier 823 000 $ – tvrdý (h) – 28S/32Q/16D dvouhra • čtyřhra | Margarita Gasparjanová Jekatěrina Makarovová 7–5, 7–5       | Anna Kalinská Viktória Kužmová            | Věra Zvonarevová Aryna Sabalenková      | Petra Kvitová Darja Kasatkinová Jekatěrina Alexandrovová Anastasija Pavljučenkovová   |
| 28. ledna           | Thailand Open Hua Hin, Thajsko WTA International 250 000 $ – tvrdý – 32S/24Q/16D dvouhra • čtyřhra              | Dajana Jastremská 6–2, 2–6, 7–6(7–3)                        | Ajla Tomljanovićová                       | Magda Linetteová Tamara Zidanšeková     | Garbiñe Muguruzaová Wang Ja-fan Čeng Saj-saj Viktorija Golubicová                     |
| 28. ledna           | Thailand Open Hua Hin, Thajsko WTA International 250 000 $ – tvrdý – 32S/24Q/16D dvouhra • čtyřhra              | Irina-Camelia Beguová Monica Niculescuová 2–6, 6–1, [12–10] | Anna Blinkovová Wang Ja-fan               | Magda Linetteová Tamara Zidanšeková     | Garbiñe Muguruzaová Wang Ja-fan Čeng Saj-saj Viktorija Golubicová                     |

### Únor
| Týden od  | Turnaj | Vítězky                                                       | Finalistky                                  | Semifinalistky                                 | Čtvrtfinalistky                                                                  |
| --------- | --- | ------------------------------------------------------------- | ------------------------------------------- | ---------------------------------------------- | -------------------------------------------------------------------------------- |
| 4. února  | Fed Cup, čtvrtfinále Ostrava, Česko – tvrdý (h) Lutych, Belgie – tvrdý (h) Braunschweig, Německo – tvrdý (h) Asheville, Spojené státy – tvrdý (h) | Vítězové Rumunsko 3–2 Francie 3–1 Bělorusko 4–0 Austrálie 3–2 | Poražení Česko Belgie Německo Spojené státy |                                                |                                                                                  |
| 11. února | Qatar Total Open Dauhá, Katar WTA Premier 916 131 $ – tvrdý – 28S/32Q/16D dvouhra • čtyřhra                                                       | Elise Mertensová 3–6, 6–4, 6–3                                | Simona Halepová                             | Elina Svitolinová Angelique Kerberová          | Julia Görgesová Karolína Muchová Barbora Strýcová Kiki Bertensová                |
| 11. února | Qatar Total Open Dauhá, Katar WTA Premier 916 131 $ – tvrdý – 28S/32Q/16D dvouhra • čtyřhra                                                       | Čan Chao-čching Latisha Chan 6–1, 3–6, [10–6]                 | Anna-Lena Grönefeldová Demi Schuursová      | Elina Svitolinová Angelique Kerberová          | Julia Görgesová Karolína Muchová Barbora Strýcová Kiki Bertensová                |
| 18. února | Dubai Duty Free Tennis Championships Dubaj, SAE WTA Premier 5 2 828 000 $ – tvrdý – 56S/32Q/28D dvouhra • čtyřhra                                 | Belinda Bencicová 6–3, 1–6, 6–2                               | Petra Kvitová                               | Elina Svitolinová Sie Šu-wej                   | Carla Suárez Navarrová Simona Halepová Karolína Plíšková Viktória Kužmová        |
| 18. února | Dubai Duty Free Tennis Championships Dubaj, SAE WTA Premier 5 2 828 000 $ – tvrdý – 56S/32Q/28D dvouhra • čtyřhra                                 | Sie Šu-wej Barbora Strýcová 6–4, 6–4                          | Lucie Hradecká Jekatěrina Makarovová        | Elina Svitolinová Sie Šu-wej                   | Carla Suárez Navarrová Simona Halepová Karolína Plíšková Viktória Kužmová        |
| 18. února | Hungarian Ladies Open Budapešť, Maďarsko WTA International 250 000 $ – tvrdý (h) – 32S/24Q/16D dvouhra • čtyřhra                                  | Alison Van Uytvancková 1–6, 7–5, 6–2                          | Markéta Vondroušová                         | Jekatěrina Alexandrovová Anastasija Potapovová | Kateryna Kozlovová Pauline Parmentierová Sorana Cîrsteaová Irina-Camelia Beguová |
| 18. února | Hungarian Ladies Open Budapešť, Maďarsko WTA International 250 000 $ – tvrdý (h) – 32S/24Q/16D dvouhra • čtyřhra                                  | Jekatěrina Alexandrovová Věra Zvonarevová 6–4, 4–6, [10–7]    | Fanny Stollárová Heather Watsonová          | Jekatěrina Alexandrovová Anastasija Potapovová | Kateryna Kozlovová Pauline Parmentierová Sorana Cîrsteaová Irina-Camelia Beguová |
| 25. února | Abierto Mexicano TELCEL presentado por HSBC Acapulco, Mexiko WTA International 250 000 $ – tvrdý – 32S/24Q/16D dvouhra • čtyřhra                  | Wang Ja-fan 2–6, 6–3, 7–5                                     | Sofia Keninová                              | Donna Vekićová Bianca Andreescuová             | Beatriz Haddad Maiová Johanna Kontaová Čeng Saj-saj Viktoria Azarenková          |
| 25. února | Abierto Mexicano TELCEL presentado por HSBC Acapulco, Mexiko WTA International 250 000 $ – tvrdý – 32S/24Q/16D dvouhra • čtyřhra                  | Viktoria Azarenková Čeng Saj-saj 6–1, 6–2                     | Desirae Krawczyková Giuliana Olmosová       | Donna Vekićová Bianca Andreescuová             | Beatriz Haddad Maiová Johanna Kontaová Čeng Saj-saj Viktoria Azarenková          |

### Březen
| Týden od              | Turnaj | Vítězky                                          | Finalistky                            | Semifinalistky                      | Čtvrtfinalistky                                                             |
| --------------------- | --- | ------------------------------------------------ | ------------------------------------- | ----------------------------------- | --------------------------------------------------------------------------- |
| 4. března 11. března  | BNP Paribas Open Indian Wells, Spojené státy WTA Premier Mandatory 9 035 428 $ – tvrdý – 96S/48Q/32D dvouhra • čtyřhra      | Bianca Andreescuová 6–4, 3–6, 6–4                | Angelique Kerberová                   | Belinda Bencicová Elina Svitolinová | Karolína Plíšková Venus Williamsová Garbiñe Muguruzaová Markéta Vondroušová |
| 4. března 11. března  | BNP Paribas Open Indian Wells, Spojené státy WTA Premier Mandatory 9 035 428 $ – tvrdý – 96S/48Q/32D dvouhra • čtyřhra      | Elise Mertensová Aryna Sabalenková 6–3, 6–2      | Barbora Krejčíková Kateřina Siniaková | Belinda Bencicová Elina Svitolinová | Karolína Plíšková Venus Williamsová Garbiñe Muguruzaová Markéta Vondroušová |
| 18. března 25. března | Miami Open presented by Itaú Miami, Spojené státy WTA Premier Mandatory 9 035 428 $ – tvrdý – 96S/48Q/32D dvouhra • čtyřhra | Ashleigh Bartyová 7–6(7–1), 6–3                  | Karolína Plíšková                     | Anett Kontaveitová Simona Halepová  | Sie Šu-wej Petra Kvitová Markéta Vondroušová Wang Čchiang                   |
| 18. března 25. března | Miami Open presented by Itaú Miami, Spojené státy WTA Premier Mandatory 9 035 428 $ – tvrdý – 96S/48Q/32D dvouhra • čtyřhra | Elise Mertensová Aryna Sabalenková 7–6(7–5), 6–2 | Samantha Stosurová Čang Šuaj          | Anett Kontaveitová Simona Halepová  | Sie Šu-wej Petra Kvitová Markéta Vondroušová Wang Čchiang                   |

### Duben
| Týden od  | Turnaj | Vítězky                                                       | Finalistky                                   | Semifinalistky                             | Čtvrtfinalistky                                                                         |
| --------- | --- | ------------------------------------------------------------- | -------------------------------------------- | ------------------------------------------ | --------------------------------------------------------------------------------------- |
| 1. dubna  | Volvo Car Open Charleston, Spojené státy WTA Premier 823 000 $ – antuka (zelená) – 56S/32Q/16D dvouhra • čtyřhra                       | Madison Keysová 7–6(7–5), 6–3                                 | Caroline Wozniacká                           | Mónica Puigová Petra Martićová             | Sloane Stephensová Danielle Collinsová Belinda Bencicová Maria Sakkariová               |
| 1. dubna  | Volvo Car Open Charleston, Spojené státy WTA Premier 823 000 $ – antuka (zelená) – 56S/32Q/16D dvouhra • čtyřhra                       | Anna-Lena Grönefeldová Alicja Rosolská 7–6(9–7), 6–2          | Irina Chromačovová Veronika Kuděrmetovová    | Mónica Puigová Petra Martićová             | Sloane Stephensová Danielle Collinsová Belinda Bencicová Maria Sakkariová               |
| 1. dubna  | Abierto Monterrey Afirme presented by Mastercard Monterrey, Mexiko WTA International 250 000 $ – tvrdý – 32S/32Q/16D dvouhra • čtyřhra | Garbiñe Muguruzaová 6–1, 3–1skreč                             | Viktoria Azarenková                          | Angelique Kerberová Magdaléna Rybáriková   | Kirsten Flipkensová Anastasija Pavljučenkovová Sachia Vickeryová Kristina Mladenovicová |
| 1. dubna  | Abierto Monterrey Afirme presented by Mastercard Monterrey, Mexiko WTA International 250 000 $ – tvrdý – 32S/32Q/16D dvouhra • čtyřhra | Asia Muhammadová Maria Sanchezová 7–6(7–2), 6–4               | Monique Adamczaková Jessica Mooreová         | Angelique Kerberová Magdaléna Rybáriková   | Kirsten Flipkensová Anastasija Pavljučenkovová Sachia Vickeryová Kristina Mladenovicová |
| 8. dubna  | Samsung Open presented by Corner Lugano, Švvýcarsko WTA International 250 000 $ – antuka – 32S/24Q/16D dvouhra • čtyřhra               | Polona Hercogová 6–3, 3–6, 6–3                                | Iga Świąteková                               | Kristýna Plíšková Fiona Ferrová            | Světlana Kuzněcovová Věra Lapková Stefanie Vögeleová Veronika Kuděrmetovová             |
| 8. dubna  | Samsung Open presented by Corner Lugano, Švvýcarsko WTA International 250 000 $ – antuka – 32S/24Q/16D dvouhra • čtyřhra               | Sorana Cîrsteaová Andreea Mituová 1–6, 6–2, [10–8]            | Veronika Kuděrmetovová Galina Voskobojevová  | Kristýna Plíšková Fiona Ferrová            | Světlana Kuzněcovová Věra Lapková Stefanie Vögeleová Veronika Kuděrmetovová             |
| 8. dubna  | Claro Open Colsanitas Bogotá, Kolumbie WTA International 250 000 $ – antuka – 32S/24Q/16D dvouhra • čtyřhra                            | Amanda Anisimovová 4–6, 6–4, 6–1                              | Astra Sharmaová                              | Beatriz Haddad Maiová Lara Arruabarrenová  | María Camila Osorio Serranová Sara Sorribes Tormová Tamara Zidanšeková Sara Erraniová   |
| 8. dubna  | Claro Open Colsanitas Bogotá, Kolumbie WTA International 250 000 $ – antuka – 32S/24Q/16D dvouhra • čtyřhra                            | Zoe Hivesová Astra Sharmaová 6–1, 6–2                         | Hayley Carterová Ena Šibaharaová             | Beatriz Haddad Maiová Lara Arruabarrenová  | María Camila Osorio Serranová Sara Sorribes Tormová Tamara Zidanšeková Sara Erraniová   |
| 15. dubna | Fed Cup, semifinále Rouen, Francie – antuka (h) Brisbane, Austrálie – tvrdý                                                            | Vítězové Francie 3–2 Austrálie 3–2                            | Poražení Rumunsko Bělorusko                  |                                            |                                                                                         |
| 22. dubna | Porsche Tennis Grand Prix Stuttgart, Německo WTA Premier 886 077 $ – antuka (h) – 28S/32Q/16D dvouhra • čtyřhra                        | Petra Kvitová 6–3, 7–6(7–3)                                   | Anett Kontaveitová                           | Naomi Ósakaová Kiki Bertensová             | Donna Vekičová Viktoria Azarenková Anastasija Sevastovová Angelique Kerberová           |
| 22. dubna | Porsche Tennis Grand Prix Stuttgart, Německo WTA Premier 886 077 $ – antuka (h) – 28S/32Q/16D dvouhra • čtyřhra                        | Mona Barthelová Anna-Lena Friedsamová 2–6, 6–3, [10–6]        | Anastasija Pavljučenkovová Lucie Šafářová    | Naomi Ósakaová Kiki Bertensová             | Donna Vekičová Viktoria Azarenková Anastasija Sevastovová Angelique Kerberová           |
| 22. dubna | TEB BNP Paribas Istanbul Cup Istanbul, Turecko WTA International 250 000 $ – antuka – 32S/24Q/16D dvouhra • čtyřhra                    | Petra Martićová 1–6, 6–4, 6–1                                 | Markéta Vondroušová                          | Barbora Strýcová Margarita Gasparjanová    | Lara Arruabarrenová Jelena Rybakinová Kristina Mladenovicová Veronika Kuděrmetovová     |
| 22. dubna | TEB BNP Paribas Istanbul Cup Istanbul, Turecko WTA International 250 000 $ – antuka – 32S/24Q/16D dvouhra • čtyřhra                    | Tímea Babosová Kristina Mladenovicová 6–1, 6–0                | Alexa Guarachiová Sabrina Santamariová       | Barbora Strýcová Margarita Gasparjanová    | Lara Arruabarrenová Jelena Rybakinová Kristina Mladenovicová Veronika Kuděrmetovová     |
| 29. dubna | J&T Banka Prague Open Praha, Česko WTA International 250 000 $ – antuka – 32S/32Q/16D dvouhra • čtyřhra                                | Jil Teichmannová 7–6(7–5), 3–6, 6–4                           | Karolína Muchová                             | Barbora Strýcová Bernarda Peraová          | Kateřina Siniaková Tamara Korpatschová Wang Čchiang Natalja Vichljancevová              |
| 29. dubna | J&T Banka Prague Open Praha, Česko WTA International 250 000 $ – antuka – 32S/32Q/16D dvouhra • čtyřhra                                | Anna Kalinská Viktória Kužmová 4–6, 7–5, [10–7]               | Nicole Melicharová Květa Peschkeová          | Barbora Strýcová Bernarda Peraová          | Kateřina Siniaková Tamara Korpatschová Wang Čchiang Natalja Vichljancevová              |
| 29. dubna | Grand Prix De SAR La Princesse Lalla Meryem Rabat, Maroko WTA International 250 000 $ – antuka – 32S/32Q/16D dvouhra • čtyřhra         | Maria Sakkariová 2–6, 6–4, 6–1                                | Johanna Kontaová                             | Alison Van Uytvancková Ajla Tomljanovićová | Elise Mertensová Ysaline Bonaventureová Rebecca Petersonová Sie Šu-wej                  |
| 29. dubna | Grand Prix De SAR La Princesse Lalla Meryem Rabat, Maroko WTA International 250 000 $ – antuka – 32S/32Q/16D dvouhra • čtyřhra         | María José Martínez Sánchezová Sara Sorribes Tormová 7–5, 6–1 | Georgina García Pérezová Oxana Kalašnikovová | Alison Van Uytvancková Ajla Tomljanovićová | Elise Mertensová Ysaline Bonaventureová Rebecca Petersonová Sie Šu-wej                  |

### Květen
| Týden od             | Turnaj | Vítězky                                                | Finalistky                             | Semifinalistky                       | Čtvrtfinalistky                                                                    |
| -------------------- | --- | ------------------------------------------------------ | -------------------------------------- | ------------------------------------ | ---------------------------------------------------------------------------------- |
| 6. května            | Mutua Madrid Open Madrid, Španělsko WTA Premier Mandatory 7 021 128 € – antuka – 64S/32Q/28D dvouhra • čtyřhra       | Kiki Bertensová 6–4, 6–4                               | Simona Halepová                        | Belinda Bencicová Sloane Stephensová | Naomi Ósakaová Ashleigh Bartyová Petra Martićová Petra Kvitová                     |
| 6. května            | Mutua Madrid Open Madrid, Španělsko WTA Premier Mandatory 7 021 128 € – antuka – 64S/32Q/28D dvouhra • čtyřhra       | Sie Šu-wej Barbora Strýcová 6–3, 6–1                   | Gabriela Dabrowská Sü I-fan            | Belinda Bencicová Sloane Stephensová | Naomi Ósakaová Ashleigh Bartyová Petra Martićová Petra Kvitová                     |
| 13. května           | Internazionali BNL d'Italia Řím, Itálie WTA Premier 5 3 452 538 € – antuka – 56S/32Q/28D dvouhra • čtyřhra           | Karolína Plíšková 6–3, 6–4                             | Johanna Kontaová                       | Kiki Bertensová Maria Sakkariová     | Naomi Ósakaová Markéta Vondroušová Viktoria Azarenková Kristina Mladenovicová      |
| 13. května           | Internazionali BNL d'Italia Řím, Itálie WTA Premier 5 3 452 538 € – antuka – 56S/32Q/28D dvouhra • čtyřhra           | Viktoria Azarenková Ashleigh Bartyová 4–6, 6–0, [10–3] | Anna-Lena Grönefeldová Demi Schuursová | Kiki Bertensová Maria Sakkariová     | Naomi Ósakaová Markéta Vondroušová Viktoria Azarenková Kristina Mladenovicová      |
| 20. května           | Internationaux de Strasbourg Štrasburk, Francie WTA International 250 000 $ – antuka – 32S/32Q/16D dvouhra • čtyřhra | Dajana Jastremská 6–4, 5–7, 7–6(7–3)                   | Caroline Garciaová                     | Chloé Paquetová Aryna Sabalenková    | Darja Gavrilovová Marta Kosťuková Fiona Ferrová Mónica Puigová                     |
| 20. května           | Internationaux de Strasbourg Štrasburk, Francie WTA International 250 000 $ – antuka – 32S/32Q/16D dvouhra • čtyřhra | Darja Gavrilovová Ellen Perezová 6–4, 6–3              | Tuan Jing-jing Chan Sin-jün            | Chloé Paquetová Aryna Sabalenková    | Darja Gavrilovová Marta Kosťuková Fiona Ferrová Mónica Puigová                     |
| 20. května           | NÜRNBERGER Versicherungs Cup Norimberk, Německo WTA International 250 000 $ – antuka – 32S/24Q/16D dvouhra • čtyřhra | Julia Putincevová 4–6, 6–4, 6–2                        | Tamara Zidanšeková                     | Sorana Cîrsteaová Kateřina Siniaková | Anna-Lena Friedsamová Nina Stojanovićová Veronika Kuděrmetovová Madison Brengleová |
| 20. května           | NÜRNBERGER Versicherungs Cup Norimberk, Německo WTA International 250 000 $ – antuka – 32S/24Q/16D dvouhra • čtyřhra | Gabriela Dabrowská Sü I-fan 4–6, 7–6(7–5), [10–5]      | Sharon Fichmanová Nicole Melicharová   | Sorana Cîrsteaová Kateřina Siniaková | Anna-Lena Friedsamová Nina Stojanovićová Veronika Kuděrmetovová Madison Brengleová |
| 27. května 3. června | French Open Paříž, Francie Grand Slam 19 991 500 € – antuka 128S/96Q/64D/32X dvouhra • čtyřhra • mix                 | Ashleigh Bartyová 6–1, 6–3                             | Markéta Vondroušová                    | Amanda Anisimovová Johanna Kontaová  | Madison Keysová Simona Halepová Sloane Stephensová Petra Martićová                 |
| 27. května 3. června | French Open Paříž, Francie Grand Slam 19 991 500 € – antuka 128S/96Q/64D/32X dvouhra • čtyřhra • mix                 | Tímea Babosová Kristina Mladenovicová 6–2, 6–3         | Tuan Jing-jing Čeng Saj-saj            | Amanda Anisimovová Johanna Kontaová  | Madison Keysová Simona Halepová Sloane Stephensová Petra Martićová                 |
| 27. května 3. června | French Open Paříž, Francie Grand Slam 19 991 500 € – antuka 128S/96Q/64D/32X dvouhra • čtyřhra • mix                 | Latisha Chan Ivan Dodig 6–1, 7–6(7–5)                  | Gabriela Dabrowská Mate Pavić          | Amanda Anisimovová Johanna Kontaová  | Madison Keysová Simona Halepová Sloane Stephensová Petra Martićová                 |

### Červen
| Týden od   | Turnaj | Vítězky                                             | Finalistky                                           | Semifinalistky                             | Čtvrtfinalistky                                                                     |
| ---------- | --- | --------------------------------------------------- | ---------------------------------------------------- | ------------------------------------------ | ----------------------------------------------------------------------------------- |
| 10. června | Nature Valley Open Nottingham, Velká Británie WTA International 250 000 $ – tráva – 32S/24Q/16D dvouhra • čtyřhra    | Caroline Garciaová 2–6, 7–6(7–4), 7–6(7–4)          | Donna Vekićová                                       | Jennifer Bradyová Tatjana Mariová          | Elena-Gabriela Ruseová Maria Sakkariová Ajla Tomljanovićová Kristina Mladenovicová  |
| 10. června | Nature Valley Open Nottingham, Velká Británie WTA International 250 000 $ – tráva – 32S/24Q/16D dvouhra • čtyřhra    | Desirae Krawczyková Giuliana Olmosová 7–6(7–5), 7–5 | Ellen Perezová Arina Rodionovová                     | Jennifer Bradyová Tatjana Mariová          | Elena-Gabriela Ruseová Maria Sakkariová Ajla Tomljanovićová Kristina Mladenovicová  |
| 10. června | Libéma Open 's-Hertogenbosch, Nizozemsko WTA International 250 000 $ – tráva – 32S/24Q/16D dvouhra • čtyřhra         | Alison Riskeová 0–6, 7–6(7–3), 7–5                  | Kiki Bertensová                                      | Jelena Rybakinová Veronika Kuděrmetovová   | Natalja Vichljancevová Kirsten Flipkensová Jekatěrina Alexandrovová Greet Minnenová |
| 10. června | Libéma Open 's-Hertogenbosch, Nizozemsko WTA International 250 000 $ – tráva – 32S/24Q/16D dvouhra • čtyřhra         | Šúko Aojamová Aleksandra Krunićová 7–5, 6–3         | Lesley Kerkhoveová Bibiane Schoofsová                | Jelena Rybakinová Veronika Kuděrmetovová   | Natalja Vichljancevová Kirsten Flipkensová Jekatěrina Alexandrovová Greet Minnenová |
| 17. června | Nature Valley Classic Birmingham, Velká Británie WTA Premier 1 006 263 $ – tráva – 32S/32Q/16D dvouhra • čtyřhra     | Ashleigh Bartyová 6–3, 7–5                          | Julia Görgesová                                      | Petra Martićová Barbora Strýcová           | Julia Putincevová Jeļena Ostapenková Kristýna Plíšková Venus Williamsová            |
| 17. června | Nature Valley Classic Birmingham, Velká Británie WTA Premier 1 006 263 $ – tráva – 32S/32Q/16D dvouhra • čtyřhra     | Sie Šu-wej Barbora Strýcová 6–4, 6–7(4–7), [10–8]   | Anna-Lena Grönefeldová Demi Schuursová               | Petra Martićová Barbora Strýcová           | Julia Putincevová Jeļena Ostapenková Kristýna Plíšková Venus Williamsová            |
| 17. června | Mallorca Open Mallorca, Španělsko WTA International 250 000 $ – tráva – 32S/24Q/16D dvouhra • čtyřhra                | Sofia Keninová 6–7(2–7), 7–6(7–5), 6–4              | Belinda Bencicová                                    | Angelique Kerberová Anastasija Sevastovová | Caroline Garciaová Amanda Anisimovová Elise Mertensová Wang Ja-fan                  |
| 17. června | Mallorca Open Mallorca, Španělsko WTA International 250 000 $ – tráva – 32S/24Q/16D dvouhra • čtyřhra                | Kirsten Flipkensová Johanna Larssonová 6–2, 6–4     | María José Martínez Sánchezová Sara Sorribes Tormová | Angelique Kerberová Anastasija Sevastovová | Caroline Garciaová Amanda Anisimovová Elise Mertensová Wang Ja-fan                  |
| 24. června | Nature Valley International Eastbourne, Velká Británie WTA Premier 998 712 $ – tráva – 56S/24Q/16D dvouhra • čtyřhra | Karolína Plíšková 6–1, 6–4                          | Angelique Kerberová                                  | Ons Džabúrová Kiki Bertensová              | Alizé Cornetová Simona Halepová Aryna Sabalenková Jekatěrina Alexandrovová          |
| 24. června | Nature Valley International Eastbourne, Velká Británie WTA Premier 998 712 $ – tráva – 56S/24Q/16D dvouhra • čtyřhra | Čan Chao-čching Latisha Chan 2–6, 6–3, [10–6]       | Kirsten Flipkensová Bethanie Mattek-Sandsová         | Ons Džabúrová Kiki Bertensová              | Alizé Cornetová Simona Halepová Aryna Sabalenková Jekatěrina Alexandrovová          |

### Červenec
| Týden od                | Turnaj | Vítězky                                                    | Finalistky                                   | Semifinalistky                            | Čtvrtfinalistky                                                             |
| ----------------------- | --- | ---------------------------------------------------------- | -------------------------------------------- | ----------------------------------------- | --------------------------------------------------------------------------- |
| 1. července 8. července | Wimbledon Londýn, Velká Británie Grand Slam 17 984 000 £ – tráva 128S/128Q/64D/48X dvouhra • čtyřhra • mix            | Simona Halepová 6–2, 6–2                                   | Serena Williamsová                           | Barbora Strýcová Elina Svitolinová        | Alison Riskeová Johanna Kontaová Karolína Muchová Čang Šuaj                 |
| 1. července 8. července | Wimbledon Londýn, Velká Británie Grand Slam 17 984 000 £ – tráva 128S/128Q/64D/48X dvouhra • čtyřhra • mix            | Sie Šu-wej Barbora Strýcová 6–2, 6–4                       | Gabriela Dabrowská Sü I-fan                  | Barbora Strýcová Elina Svitolinová        | Alison Riskeová Johanna Kontaová Karolína Muchová Čang Šuaj                 |
| 1. července 8. července | Wimbledon Londýn, Velká Británie Grand Slam 17 984 000 £ – tráva 128S/128Q/64D/48X dvouhra • čtyřhra • mix            | Ivan Dodig Latisha Chan 6–2, 6–3                           | Robert Lindstedt Jeļena Ostapenková          | Barbora Strýcová Elina Svitolinová        | Alison Riskeová Johanna Kontaová Karolína Muchová Čang Šuaj                 |
| 15. července            | BRD Bucharest Open Bukurešť, Rumunsko WTA International 250 000 $ – antuka – 32S/32Q/16D dvouhra • čtyřhra            | Jelena Rybakinová 6–2, 6–0                                 | Patricia Maria Țigová                        | Laura Siegemundová Martina Di Giuseppeová | Kristýna Plíšková Irina-Camelia Beguová Barbora Krejčíková Viktória Kužmová |
| 15. července            | BRD Bucharest Open Bukurešť, Rumunsko WTA International 250 000 $ – antuka – 32S/32Q/16D dvouhra • čtyřhra            | Viktória Kužmová Kristýna Plíšková 6–4, 7–6(7–3)           | Jaqueline Cristianová Elena-Gabriela Ruseová | Laura Siegemundová Martina Di Giuseppeová | Kristýna Plíšková Irina-Camelia Beguová Barbora Krejčíková Viktória Kužmová |
| 15. července            | Ladies Open Lausanne Lausanne, Švýcarsko WTA International 250 000 $ – antuka – 32S/24Q/16D dvouhra • čtyřhra         | Fiona Ferrová 6–1, 2–6, 6–1                                | Alizé Cornetová                              | Tamara Korpatschová Bernarda Peraová      | Jil Teichmannová Natalja Vichljancevová Samantha Stosurová Chan Sin-jün     |
| 15. července            | Ladies Open Lausanne Lausanne, Švýcarsko WTA International 250 000 $ – antuka – 32S/24Q/16D dvouhra • čtyřhra         | Anastasija Potapovová Jana Sizikovová 6–2, 6–4             | Monique Adamczaková Chan Sin-jün             | Tamara Korpatschová Bernarda Peraová      | Jil Teichmannová Natalja Vichljancevová Samantha Stosurová Chan Sin-jün     |
| 22. července            | Baltic Open Jūrmala, Lotyšsko WTA International 250 000 $ – antuka – 32S/24Q/16D dvouhra • čtyřhra                    | Anastasija Sevastovová 3–6, 7–5, 6–4                       | Katarzyna Kawaová                            | Anastasija Potapovová Bernarda Peraová    | Irina Baraová Patricia Maria Țigová Nina Stojanovićová Chloé Paquetová      |
| 22. července            | Baltic Open Jūrmala, Lotyšsko WTA International 250 000 $ – antuka – 32S/24Q/16D dvouhra • čtyřhra                    | Sharon Fichmanová Nina Stojanovićová 2–6, 7–6(7–1), [10–6] | Jeļena Ostapenková Galina Voskobojevová      | Anastasija Potapovová Bernarda Peraová    | Irina Baraová Patricia Maria Țigová Nina Stojanovićová Chloé Paquetová      |
| 22. července            | Palermo Ladies Open Palermo, Itálie WTA International 250 000 $ – antuka – 32S/24Q/16D dvouhra • čtyřhra              | Jil Teichmannová 7–6(7–3), 6–2                             | Kiki Bertensová                              | Paula Badosová Ljudmila Samsonovová       | Jasmine Paoliniová Arantxa Rusová Fiona Ferrová Anna-Lena Friedsamová       |
| 22. července            | Palermo Ladies Open Palermo, Itálie WTA International 250 000 $ – antuka – 32S/24Q/16D dvouhra • čtyřhra              | Cornelia Listerová Renata Voráčová 7–6(7–2), 6–2           | Jekatěrine Gorgodzeová Arantxa Rusová        | Paula Badosová Ljudmila Samsonovová       | Jasmine Paoliniová Arantxa Rusová Fiona Ferrová Anna-Lena Friedsamová       |
| 29. července            | Mubadala Silicon Valley Classic San José, Spojené státy WTA Premier 876 183 $ – tvrdý – 28S/16Q/16D dvouhra • čtyřhra | Čeng Saj-saj 6−3, 7−6(7−3)                                 | Aryna Sabalenková                            | Maria Sakkariová Donna Vekićová           | Elina Svitolinová Amanda Anisimovová Kristie Ahnová Carla Suárez Navarrová  |
| 29. července            | Mubadala Silicon Valley Classic San José, Spojené státy WTA Premier 876 183 $ – tvrdý – 28S/16Q/16D dvouhra • čtyřhra | Nicole Melicharová Květa Peschkeová 6−4, 6−4               | Šúko Aojamová Ena Šibaharaová                | Maria Sakkariová Donna Vekićová           | Elina Svitolinová Amanda Anisimovová Kristie Ahnová Carla Suárez Navarrová  |
| 29. července            | Citi Open Washington, D.C., Spojené státy WTA International 250 000 $ – tvrdý – 32S/16Q/16D dvouhra • čtyřhra         | Jessica Pegulaová 6–2, 6–2                                 | Camila Giorgiová                             | Caty McNallyová Anna Kalinská             | Zarina Dijasová Sie Šu-wej Lauren Davisová Kristina Mladenovicová           |
| 29. července            | Citi Open Washington, D.C., Spojené státy WTA International 250 000 $ – tvrdý – 32S/16Q/16D dvouhra • čtyřhra         | Coco Gauffová Caty McNallyová 6–2, 6–2                     | Maria Sanchezová Fanny Stollárová            | Caty McNallyová Anna Kalinská             | Zarina Dijasová Sie Šu-wej Lauren Davisová Kristina Mladenovicová           |

### Srpen
| Týden od          | Turnaj | Vítězky                                                         | Finalistky                                 | Semifinalistky                      | Čtvrtfinalistky                                                     |
| ----------------- | --- | --------------------------------------------------------------- | ------------------------------------------ | ----------------------------------- | ------------------------------------------------------------------- |
| 5. srpna          | Rogers Cup Toronto, Kanada WTA Premier 5 2 830 000 $ – tvrdý – 56S/24Q/24D dvouhra • čtyřhra                        | Bianca Andreescuová 3-1 skreč                                   | Serena Williamsová                         | Sofia Keninová Marie Bouzková       | Elina Svitolinová Karolína Plíšková Simona Halepová Naomi Ósakaová  |
| 5. srpna          | Rogers Cup Toronto, Kanada WTA Premier 5 2 830 000 $ – tvrdý – 56S/24Q/24D dvouhra • čtyřhra                        | Barbora Krejčíková Kateřina Siniaková 7-5, 6-0                  | Anna-Lena Grönefeldová Demi Schuursová     | Sofia Keninová Marie Bouzková       | Elina Svitolinová Karolína Plíšková Simona Halepová Naomi Ósakaová  |
| 12. srpna         | Western & Southern Open Cincinnati, Spojené státy WTA Premier 5 2 944 486 $ – tvrdý – 56S/28Q/24D dvouhra • čtyřhra | Madison Keysová 7-5, 7-6(7-5)                                   | Světlana Kuzněcovová                       | Ashleigh Bartyová Sofia Keninová    | Maria Sakkariová Karolína Plíšková Venus Williamsová Naomi Ósakaová |
| 12. srpna         | Western & Southern Open Cincinnati, Spojené státy WTA Premier 5 2 944 486 $ – tvrdý – 56S/28Q/24D dvouhra • čtyřhra | Lucie Hradecká Andreja Klepačová 6-4, 6-1                       | Anna-Lena Grönefeldová Demi Schuursová     | Ashleigh Bartyová Sofia Keninová    | Maria Sakkariová Karolína Plíšková Venus Williamsová Naomi Ósakaová |
| 19. srpna         | Bronx Open New York, Spojené státy WTA International 250 000 $ – tvrdý – 30S/48Q/16D dvouhra • čtyřhra              | Magda Linetteová 5-7, 7-5, 6-4                                  | Camila Giorgiová                           | Wang Čchiang Kateřina Siniaková     | Anna Blinkovová Alizé Cornetová Karolína Muchová Bernarda Peraová   |
| 19. srpna         | Bronx Open New York, Spojené státy WTA International 250 000 $ – tvrdý – 30S/48Q/16D dvouhra • čtyřhra              | Darija Juraková María José Martínez Sánchezová 7-5, 2-6, [10–7] | Margarita Gasparjanová Monica Niculescuová | Wang Čchiang Kateřina Siniaková     | Anna Blinkovová Alizé Cornetová Karolína Muchová Bernarda Peraová   |
| 26. srpna 2. září | US Open New York, Spojené státy Grand Slam 27 047 500 $ – tvrdý 128S/128Q/64D/32X dvouhra • čtyřhra • mix           | Bianca Andreescuová 6-3, 7-5                                    | Serena Williamsová                         | Belinda Bencicová Elina Svitolinová | Donna Vekićová Elise Mertensová Johanna Kontaová Wang Čchiang       |
| 26. srpna 2. září | US Open New York, Spojené státy Grand Slam 27 047 500 $ – tvrdý 128S/128Q/64D/32X dvouhra • čtyřhra • mix           | Elise Mertensová Aryna Sabalenková 7-5, 7-5                     | Viktoria Azarenková Ashleigh Bartyová      | Belinda Bencicová Elina Svitolinová | Donna Vekićová Elise Mertensová Johanna Kontaová Wang Čchiang       |
| 26. srpna 2. září | US Open New York, Spojené státy Grand Slam 27 047 500 $ – tvrdý 128S/128Q/64D/32X dvouhra • čtyřhra • mix           | Bethanie Mattek-Sandsová Jamie Murray 6-2,6-3                   | Čan Chao-čching Michael Venus              | Belinda Bencicová Elina Svitolinová | Donna Vekićová Elise Mertensová Johanna Kontaová Wang Čchiang       |

### Září
| Týden od | Turnaj | Vítězky                                                       | Finalistky                               | Semifinalistky                               | Čtvrtfinalistky                                                            |
| -------- | --- | ------------------------------------------------------------- | ---------------------------------------- | -------------------------------------------- | -------------------------------------------------------------------------- |
| 9. září  | Zhengzhou Open Čeng-čou, ČLR WTA Premier 1 000 000 $ – tvrdý – 28S/32Q/16D dvouhra • čtyřhra                         | Karolína Plíšková 6–3, 6–2                                    | Petra Martićová                          | Ajla Tomljanovićová Kristina Mladenovicová   | Sofia Keninová Čeng Saj-saj Aryna Sabalenková Elina Svitolinová            |
| 9. září  | Zhengzhou Open Čeng-čou, ČLR WTA Premier 1 000 000 $ – tvrdý – 28S/32Q/16D dvouhra • čtyřhra                         | Nicole Melicharová Květa Peschkeová 6–1, 7–6(7–2)             | Yanina Wickmayerová Tamara Zidanšeková   | Ajla Tomljanovićová Kristina Mladenovicová   | Sofia Keninová Čeng Saj-saj Aryna Sabalenková Elina Svitolinová            |
| 9. září  | Hana-cupid Japan Women's Open Hirošima, Japonsko WTA International 250 000 $ – tvrdý – 32S/32Q/16D dvouhra • čtyřhra | Nao Hibinová 6–3, 6–2                                         | Misaki Doiová                            | Mihaela Buzărnescuová Veronika Kuděrmetovová | Sie Šu-wej Alison Van Uytvancková Sara Sorribes Tormová Laura Siegemundová |
| 9. září  | Hana-cupid Japan Women's Open Hirošima, Japonsko WTA International 250 000 $ – tvrdý – 32S/32Q/16D dvouhra • čtyřhra | Misaki Doiová Nao Hibinová 3–6, 6–4, [10–4]                   | Christina McHaleová Valeria Savinychová  | Mihaela Buzărnescuová Veronika Kuděrmetovová | Sie Šu-wej Alison Van Uytvancková Sara Sorribes Tormová Laura Siegemundová |
| 9. září  | Jiangxi Open Nan-čchang, ČLR WTA International 250 000 $ – tvrdý – 32S/24Q/16D dvouhra • čtyřhra                     | Rebecca Petersonová 6–2, 6–0                                  | Jelena Rybakinová                        | Pcheng Šuaj Nina Stojanovićová               | Ču Lin Viktorija Golubicová Magda Linetteová Kateryna Kozlovová            |
| 9. září  | Jiangxi Open Nan-čchang, ČLR WTA International 250 000 $ – tvrdý – 32S/24Q/16D dvouhra • čtyřhra                     | Wang Sin-jü Ču Lin 6–2, 7–6(7–5)                              | Pcheng Šuaj Čang Šuaj                    | Pcheng Šuaj Nina Stojanovićová               | Ču Lin Viktorija Golubicová Magda Linetteová Kateryna Kozlovová            |
| 16. září | Toray Pan Pacific Open Ósaka, Japonsko WTA Premier 823 000 $ – tvrdý – 28S/32Q/16D dvouhra • čtyřhra                 | Naomi Ósakaová 6–2, 6–3                                       | Anastasija Pavljučenkovová               | Elise Mertensová Angelique Kerberová         | Julia Putincevová Camila Giorgiová Madison Keysová Misaki Doiová           |
| 16. září | Toray Pan Pacific Open Ósaka, Japonsko WTA Premier 823 000 $ – tvrdý – 28S/32Q/16D dvouhra • čtyřhra                 | Čan Chao-čching Latisha Chan 7–5, 7–5                         | Sie Šu-wej Sie Jü-čch'-e                 | Elise Mertensová Angelique Kerberová         | Julia Putincevová Camila Giorgiová Madison Keysová Misaki Doiová           |
| 16. září | Korea Open Soul, Jižní Korea WTA International 250 000 $ – tvrdý – 32S/32Q/16D dvouhra • čtyřhra                     | Karolína Muchová 6–1, 6–1                                     | Magda Linetteová                         | Wang Ja-fan Jekatěrina Alexandrovová         | Paula Badosová Priscilla Honová Kirsten Flipkensová Kristie Ahnová         |
| 16. září | Korea Open Soul, Jižní Korea WTA International 250 000 $ – tvrdý – 32S/32Q/16D dvouhra • čtyřhra                     | Lara Arruabarrenová Tatjana Mariová 7–6(9–7), 3–6, [10–7]     | Hayley Carterová Luisa Stefaniová        | Wang Ja-fan Jekatěrina Alexandrovová         | Paula Badosová Priscilla Honová Kirsten Flipkensová Kristie Ahnová         |
| 16. září | Guangzhou International Women's Open Kanton, ČLR WTA International 500 000 $ – tvrdý – 32S/24Q/16D dvouhra • čtyřhra | Sofia Keninová 6–7(4–7), 6–4, 6–2                             | Samantha Stosurová                       | Anna Blinkovová Viktorija Golubicová         | Marie Bouzková Jasmine Paoliniová Čang Šuaj Nina Stojanovićová             |
| 16. září | Guangzhou International Women's Open Kanton, ČLR WTA International 500 000 $ – tvrdý – 32S/24Q/16D dvouhra • čtyřhra | Pcheng Šuaj Laura Siegemundová 6–2, 6–1                       | Alexa Guarachiová Giuliana Olmosová      | Anna Blinkovová Viktorija Golubicová         | Marie Bouzková Jasmine Paoliniová Čang Šuaj Nina Stojanovićová             |
| 23. září | Wuhan Tennis Open Wu-chan, ČLR WTA Premier 5 2 828 000 $ – tvrdý – 56S/32Q/28D dvouhra • čtyřhra                     | Aryna Sabalenková 6–3, 3–6, 6–1                               | Alison Riskeová                          | Ashleigh Bartyová Petra Kvitová              | Petra Martićová Jelena Rybakinová Elina Svitolinová Dajana Jastremská      |
| 23. září | Wuhan Tennis Open Wu-chan, ČLR WTA Premier 5 2 828 000 $ – tvrdý – 56S/32Q/28D dvouhra • čtyřhra                     | Tuan Jing-jing Veronika Kuděrmetovová 7–6(7–3), 6–2           | Elise Mertensová Aryna Sabalenková       | Ashleigh Bartyová Petra Kvitová              | Petra Martićová Jelena Rybakinová Elina Svitolinová Dajana Jastremská      |
| 23. září | Tashkent Open Taškent, Uzbekistán WTA International 250 000 $ – tvrdý – 32S/16Q/16D dvouhra • čtyřhra                | Alison Van Uytvancková 6–2, 4–6, 6–4                          | Sorana Cîrsteaová                        | Kristýna Plíšková Katarina Zavacká           | Viktória Kužmová Pauline Parmentierová Anna Kalinská Danka Kovinićová      |
| 23. září | Tashkent Open Taškent, Uzbekistán WTA International 250 000 $ – tvrdý – 32S/16Q/16D dvouhra • čtyřhra                | Hayley Carterová Luisa Stefaniová 6–3, 7–6(7–4)               | Dalila Jakupovićová Sabrina Santamariová | Kristýna Plíšková Katarina Zavacká           | Viktória Kužmová Pauline Parmentierová Anna Kalinská Danka Kovinićová      |
| 30. září | China Open Peking, ČLR WTA Premier Mandatory 8 285 274 $ – tvrdý – 60S/32Q/28D dvouhra • čtyřhra                     | Naomi Ósakaová 3–6, 6–3, 6–2                                  | Ashleigh Bartyová                        | Kiki Bertensová Caroline Wozniacká           | Petra Kvitová Elina Svitolinová Bianca Andreescuová Darja Kasatkinová      |
| 30. září | China Open Peking, ČLR WTA Premier Mandatory 8 285 274 $ – tvrdý – 60S/32Q/28D dvouhra • čtyřhra                     | Sofia Keninová Bethanie Mattek-Sandsová 6–3, 6–7(5–7), [10–7] | Jeļena Ostapenková Dajana Jastremská     | Kiki Bertensová Caroline Wozniacká           | Petra Kvitová Elina Svitolinová Bianca Andreescuová Darja Kasatkinová      |

### Říjen
| Týden od  | Turnaj | Vítězky                                        | Finalistky                                      | Semifinalistky                              | Čtvrtfinalistky |
| --------- | --- | ---------------------------------------------- | ----------------------------------------------- | ------------------------------------------- | --- |
| 7. října  | Tianjin Open Tchien-ťin, ČLR WTA International 500 000 $ – tvrdý – 32S/32Q/16D dvouhra • čtyřhra                               | Rebecca Petersonová 6–4, 6–4                   | Heather Watsonová                               | Ons Džabúrová Veronika Kuděrmetovová        | Julia Putincevová Wang Ja-fan Dajana Jastremská Magda Linetteová                                                                                   |
| 7. října  | Tianjin Open Tchien-ťin, ČLR WTA International 500 000 $ – tvrdý – 32S/32Q/16D dvouhra • čtyřhra                               | Šúko Aojamová Ena Šibaharaová 6–3, 7–5         | Nao Hibinová Miju Katová                        | Ons Džabúrová Veronika Kuděrmetovová        | Julia Putincevová Wang Ja-fan Dajana Jastremská Magda Linetteová                                                                                   |
| 7. října  | Prudential Hong Kong Tennis Open Hongkong WTA International 500 000 $ – tvrdý – 32S/24Q/16D                                    | zrušeno kvůli demonstracím v Hongkongu         | zrušeno kvůli demonstracím v Hongkongu          | zrušeno kvůli demonstracím v Hongkongu      | zrušeno kvůli demonstracím v Hongkongu |
| 7. října  | Upper Austria Ladies Linz Linec, Rakousko WTA International 250 000 $ – tvrdý (h) – 32S/32Q/16D dvouhra • čtyřhra              | Coco Gauffová 6–3, 1–6, 6–2                    | Jeļena Ostapenková                              | Andrea Petkovicová Jekatěrina Alexandrovová | Kiki Bertensová Viktória Kužmová Kristina Mladenovicová Jelena Rybakinová                                                                          |
| 7. října  | Upper Austria Ladies Linz Linec, Rakousko WTA International 250 000 $ – tvrdý (h) – 32S/32Q/16D dvouhra • čtyřhra              | Barbora Krejčíková Kateřina Siniaková 6–4, 6–3 | Barbara Haasová Xenia Knollová                  | Andrea Petkovicová Jekatěrina Alexandrovová | Kiki Bertensová Viktória Kužmová Kristina Mladenovicová Jelena Rybakinová                                                                          |
| 14. října | VTB Kremlin Cup by Bank of Moscow Moskva, Rusko WTA Premier 1 032 000 $ – tvrdý (h) – 28S/32Q/16D dvouhra • čtyřhra            | Belinda Bencicová 3–6, 6–1, 6–1                | Anastasija Pavljučenkovová                      | Karolína Muchová Kristina Mladenovicová     | Veronika Kuděrmetovová Jekatěrina Alexandrovová Kirsten Flipkensová Kiki Bertensová                                                                |
| 14. října | VTB Kremlin Cup by Bank of Moscow Moskva, Rusko WTA Premier 1 032 000 $ – tvrdý (h) – 28S/32Q/16D dvouhra • čtyřhra            | Šúko Aojamová Ena Šibaharaová 6–2, 6–1         | Kirsten Flipkensová Bethanie Matteková-Sandsová | Karolína Muchová Kristina Mladenovicová     | Veronika Kuděrmetovová Jekatěrina Alexandrovová Kirsten Flipkensová Kiki Bertensová                                                                |
| 14. října | BGL BNP PARIBAS Luxembourg Open Lucemburk, Lucembursko WTA International 250 000 $ – tvrdý (h) – 32S/32Q/16D dvouhra • čtyřhra | Jeļena Ostapenková 6–4, 6–1                    | Julia Görgesová                                 | Anna Blinkovová Jelena Rybakinová           | Antonia Lottnerová Margarita Gasparjanová Laura Siegemundová Mónica Puigová                                                                        |
| 14. října | BGL BNP PARIBAS Luxembourg Open Lucemburk, Lucembursko WTA International 250 000 $ – tvrdý (h) – 32S/32Q/16D dvouhra • čtyřhra | Coco Gauffová Caty McNallyová 6–2, 6–2         | Kaitlyn Christianová Alexa Guarachiová          | Anna Blinkovová Jelena Rybakinová           | Antonia Lottnerová Margarita Gasparjanová Laura Siegemundová Mónica Puigová                                                                        |
| 21. října | WTA Elite Trophy Ču-chaj, ČLR Tour Championships 2 349 363 $ – tvrdý (h) – 12S (ZS) / 6D (ZS) dvouhra • čtyřhra                | Aryna Sabalenková 6–4, 6–2                     | Kiki Bertensová                                 | Čeng Saj-saj Karolína Muchová               | Základní skupina Dajana Jastremská Donna Vekićová Sofia Keninová Alison Riskeová Petra Martićová Madison Keysová Elise Mertensová Maria Sakkariová |
| 21. října | WTA Elite Trophy Ču-chaj, ČLR Tour Championships 2 349 363 $ – tvrdý (h) – 12S (ZS) / 6D (ZS) dvouhra • čtyřhra                | Ljudmyla Kičenoková Andreja Klepačová 6–3, 6–3 | Tuan Jing-jing Jang Čao-süan                    | Čeng Saj-saj Karolína Muchová               | Základní skupina Dajana Jastremská Donna Vekićová Sofia Keninová Alison Riskeová Petra Martićová Madison Keysová Elise Mertensová Maria Sakkariová |
| 28. října | WTA Finals Šen-čen, ČLR Tour Championships 14 000 000 $ – tvrdý (h) – 8S (ZS) / 8D dvouhra • čtyřhra                           | Ashleigh Bartyová 6–4, 6–3                     | Elina Svitolinová                               | Karolína Plíšková Belinda Bencicová         | Základní skupina Kiki Bertensová Naomi Ósakaová Petra Kvitová Simona Halepová Bianca Andreescuová Sofia Keninová                                   |
| 28. října | WTA Finals Šen-čen, ČLR Tour Championships 14 000 000 $ – tvrdý (h) – 8S (ZS) / 8D dvouhra • čtyřhra                           | Tímea Babosová Kristina Mladenovicová 6–1, 6–3 | Sie Šu-wej Barbora Strýcová                     | Karolína Plíšková Belinda Bencicová         | Základní skupina Kiki Bertensová Naomi Ósakaová Petra Kvitová Simona Halepová Bianca Andreescuová Sofia Keninová                                   |

### Listopad
| Týden od     | Turnaj                                       | Vítězky     | Finalistky | Semifinalistky | Čtvrtfinalistky |
| ------------ | -------------------------------------------- | ----------- | ---------- | -------------- | --------------- |
| 4. listopadu | Fed Cup, finále Perth, Austrálie – tvrdý (h) | Francie 3–2 | Austrálie  |                |                 |

## Statistiky

### Tituly podle tenistek
|   |                                      | Grand Slam | Grand Slam | Grand Slam | Závěrečné | Závěrečné | Mandatory | Mandatory | Premier 5 | Premier 5 | Premier | Premier | International | International | Celkem | Celkem | Celkem |
| T | Tenistka                             | D          | Č          | X          | D         | Č         | D         | Č         | D         | Č         | D       | Č       | D             | Č             | D      | Č      | X      |
| - | ------------------------------------ | ---------- | ---------- | ---------- | --------- | --------- | --------- | --------- | --------- | --------- | ------- | ------- | ------------- | ------------- | ------ | ------ | ------ |
| 6 | Aryna Sabalenková (BLR)              |            | ●          |            | ●         |           |           | ●         | ●         |           |         |         | ●             |               | 3      | 3      | 0      |
| 6 | Latisha Chan (TPE)                   |            |            | ●          |           |           |           |           |           |           |         | ●       |               | ●             | 0      | 4      | 2      |
| 5 | Ashleigh Bartyová (AUS)              | ●          |            |            | ●         |           | ●         |           |           | ●         | ●       |         |               |               | 4      | 1      | 0      |
| 5 | Sofia Keninová (USA)                 |            |            |            |           |           |           | ●         |           |           |         |         | ●             | ●             | 3      | 2      | 0      |
| 4 | Elise Mertensová (BEL)               |            | ●          |            |           |           |           | ●         |           |           | ●       |         |               |               | 1      | 3      | 0      |
| 4 | Sie Šu-wej (TPE)                     |            | ●          |            |           |           |           | ●         |           | ●         |         | ●       |               |               | 0      | 4      | 0      |
| 4 | Barbora Strýcová (CZE)               |            | ●          |            |           |           |           | ●         |           | ●         |         | ●       |               |               | 0      | 4      | 0      |
| 4 | Karolína Plíšková (CZE)              |            |            |            |           |           |           |           | ●         |           | ●       |         |               |               | 4      | 0      | 0      |
| 4 | Čan Chao-čching (TPE)                |            |            |            |           |           |           |           |           |           |         | ●       |               | ●             | 0      | 4      | 0      |
| 3 | Bianca Andreescuová (CAN)            | ●          |            |            |           |           | ●         |           | ●         |           |         |         |               |               | 3      | 0      | 0      |
| 3 | Naomi Ósakaová (JPN)                 | ●          |            |            |           |           | ●         |           |           |           | ●       |         |               |               | 3      | 0      | 0      |
| 3 | Tímea Babosová (HUN)                 |            | ●          |            |           | ●         |           |           |           |           |         |         |               | ●             | 0      | 3      | 0      |
| 3 | Kristina Mladenovicová (FRA)         |            | ●          |            |           | ●         |           |           |           |           |         |         |               | ●             | 0      | 3      | 0      |
| 3 | Barbora Krejčíková (CZE)             |            |            | ●          |           |           |           |           |           | ●         |         |         |               | ●             | 0      | 2      | 1      |
| 3 | Kateřina Siniaková (CZE)             |            |            |            |           |           |           |           |           | ●         |         | ●       |               | ●             | 0      | 3      | 0      |
| 3 | Nicole Melicharová (USA)             |            |            |            |           |           |           |           |           |           |         | ●       |               |               | 0      | 3      | 0      |
| 3 | Květa Peschkeová (CZE)               |            |            |            |           |           |           |           |           |           |         | ●       |               |               | 0      | 3      | 0      |
| 3 | Šúko Aojamová (JPN)                  |            |            |            |           |           |           |           |           |           |         | ●       |               | ●             | 0      | 3      | 0      |
| 3 | Coco Gauffová (USA)                  |            |            |            |           |           |           |           |           |           |         |         | ●             | ●             | 1      | 2      | 0      |
| 2 | Bethanie Mattek-Sandsová (USA)       |            |            | ●          |           |           |           | ●         |           |           |         |         |               |               | 0      | 1      | 1      |
| 2 | Andreja Klepačová (SLO)              |            |            |            |           | ●         |           |           |           | ●         |         |         |               |               | 0      | 2      | 0      |
| 2 | Kiki Bertensová (NED)                |            |            |            |           |           | ●         |           |           |           | ●       |         |               |               | 2      | 0      | 0      |
| 2 | Belinda Bencicová (SUI)              |            |            |            |           |           |           |           | ●         |           | ●       |         |               |               | 2      | 0      | 0      |
| 2 | Madison Keysová (USA)                |            |            |            |           |           |           |           | ●         |           | ●       |         |               |               | 2      | 0      | 0      |
| 2 | Viktoria Azarenková (BLR)            |            |            |            |           |           |           |           |           | ●         |         |         |               | ●             | 0      | 2      | 0      |
| 2 | Petra Kvitová (CZE)                  |            |            |            |           |           |           |           |           |           | ●       |         |               |               | 2      | 0      | 0      |
| 2 | Čeng Saj-saj (CHN)                   |            |            |            |           |           |           |           |           |           | ●       |         |               | ●             | 1      | 1      | 0      |
| 2 | Aleksandra Krunićová (SRB)           |            |            |            |           |           |           |           |           |           |         | ●       |               | ●             | 0      | 2      | 0      |
| 2 | Ena Šibaharaová (JPN)                |            |            |            |           |           |           |           |           |           |         | ●       |               | ●             | 0      | 2      | 0      |
| 2 | Rebecca Petersonová (SWE)            |            |            |            |           |           |           |           |           |           |         |         | ●             |               | 2      | 0      | 0      |
| 2 | Jil Teichmannová (SUI)               |            |            |            |           |           |           |           |           |           |         |         | ●             |               | 2      | 0      | 0      |
| 2 | Alison Van Uytvancková (BEL)         |            |            |            |           |           |           |           |           |           |         |         | ●             |               | 2      | 0      | 0      |
| 2 | Dajana Jastremská (UKR)              |            |            |            |           |           |           |           |           |           |         |         | ●             |               | 2      | 0      | 0      |
| 2 | Nao Hibinová (JPN)                   |            |            |            |           |           |           |           |           |           |         |         | ●             | ●             | 1      | 1      | 0      |
| 2 | Viktória Kužmová (SVK)               |            |            |            |           |           |           |           |           |           |         |         |               | ●             | 0      | 2      | 0      |
| 2 | María José Martínez Sánchezová (ESP) |            |            |            |           |           |           |           |           |           |         |         |               | ●             | 0      | 2      | 0      |
| 2 | Caty McNallyová (USA)                |            |            |            |           |           |           |           |           |           |         |         |               | ●             | 0      | 2      | 0      |
| 2 | Pcheng Šuaj (CHN)                    |            |            |            |           |           |           |           |           |           |         |         |               | ●             | 0      | 2      | 0      |
| 1 | Simona Halepová (ROU)                | ●          |            |            |           |           |           |           |           |           |         |         |               |               | 1      | 0      | 0      |
| 1 | Samantha Stosurová (AUS)             |            | ●          |            |           |           |           |           |           |           |         |         |               |               | 0      | 1      | 0      |
| 1 | Čang Šuaj (CHN)                      |            | ●          |            |           |           |           |           |           |           |         |         |               |               | 0      | 1      | 0      |
| 1 | Ljudmyla Kičenoková (UKR)            |            |            |            |           | ●         |           |           |           |           |         |         |               |               | 0      | 1      | 0      |
| 1 | Tuan Jing-jing (CHN)                 |            |            |            |           |           |           |           |           | ●         |         |         |               |               | 0      | 1      | 0      |
| 1 | Lucie Hradecká (CZE)                 |            |            |            |           |           |           |           |           | ●         |         |         |               |               | 0      | 1      | 0      |
| 1 | Veronika Kuděrmetovová (RUS)         |            |            |            |           |           |           |           |           | ●         |         |         |               |               | 0      | 1      | 0      |
| 1 | Mona Barthelová (GER)                |            |            |            |           |           |           |           |           |           |         | ●       |               |               | 0      | 1      | 0      |
| 1 | Anna-Lena Friedsamová (GER)          |            |            |            |           |           |           |           |           |           |         | ●       |               |               | 0      | 1      | 0      |
| 1 | Margarita Gasparjanová (RUS)         |            |            |            |           |           |           |           |           |           |         | ●       |               |               | 0      | 1      | 0      |
| 1 | Anna-Lena Grönefeldová (GER)         |            |            |            |           |           |           |           |           |           |         | ●       |               |               | 0      | 1      | 0      |
| 1 | Jekatěrina Makarovová (RUS)          |            |            |            |           |           |           |           |           |           |         | ●       |               |               | 0      | 1      | 0      |
| 1 | Alicja Rosolská (POL)                |            |            |            |           |           |           |           |           |           |         | ●       |               |               | 0      | 1      | 0      |
| 1 | Amanda Anisimovová (USA)             |            |            |            |           |           |           |           |           |           |         |         | ●             |               | 1      | 0      | 0      |
| 1 | Fiona Ferrová (FRA)                  |            |            |            |           |           |           |           |           |           |         |         | ●             |               | 1      | 0      | 0      |
| 1 | Caroline Garciaová (FRA)             |            |            |            |           |           |           |           |           |           |         |         | ●             |               | 1      | 0      | 0      |
| 1 | Julia Görgesová (GER)                |            |            |            |           |           |           |           |           |           |         |         | ●             |               | 1      | 0      | 0      |
| 1 | Polona Hercogová (SLO)               |            |            |            |           |           |           |           |           |           |         |         | ●             |               | 1      | 0      | 0      |
| 1 | Magda Linetteová (POL)               |            |            |            |           |           |           |           |           |           |         |         | ●             |               | 1      | 0      | 0      |
| 1 | Petra Martićová (CRO)                |            |            |            |           |           |           |           |           |           |         |         | ●             |               | 1      | 0      | 0      |
| 1 | Karolína Muchová (CZE)               |            |            |            |           |           |           |           |           |           |         |         | ●             |               | 1      | 0      | 0      |
| 1 | Garbiñe Muguruzaová (ESP)            |            |            |            |           |           |           |           |           |           |         |         | ●             |               | 1      | 0      | 0      |
| 1 | Jeļena Ostapenková (LAT)             |            |            |            |           |           |           |           |           |           |         |         | ●             |               | 1      | 0      | 0      |
| 1 | Jessica Pegulaová (USA)              |            |            |            |           |           |           |           |           |           |         |         | ●             |               | 1      | 0      | 0      |
| 1 | Julia Putincevová (KAZ)              |            |            |            |           |           |           |           |           |           |         |         | ●             |               | 1      | 0      | 0      |
| 1 | Alison Riskeová (USA)                |            |            |            |           |           |           |           |           |           |         |         | ●             |               | 1      | 0      | 0      |
| 1 | Jelena Rybakinová (KAZ)              |            |            |            |           |           |           |           |           |           |         |         | ●             |               | 1      | 0      | 0      |
| 1 | Maria Sakkariová (GRE)               |            |            |            |           |           |           |           |           |           |         |         | ●             |               | 1      | 0      | 0      |
| 1 | Anastasija Sevastovová (LAT)         |            |            |            |           |           |           |           |           |           |         |         | ●             |               | 1      | 0      | 0      |
| 1 | Wang Ja-fan (CHN)                    |            |            |            |           |           |           |           |           |           |         |         | ●             |               | 1      | 0      | 0      |
| 1 | Jekatěrina Alexandrovová (RUS)       |            |            |            |           |           |           |           |           |           |         |         |               | ●             | 0      | 1      | 0      |
| 1 | Lara Arruabarrenová (ESP)            |            |            |            |           |           |           |           |           |           |         |         |               | ●             | 0      | 1      | 0      |
| 1 | Irina-Camelia Beguová (ROU)          |            |            |            |           |           |           |           |           |           |         |         |               | ●             | 0      | 1      | 0      |
| 1 | Eugenie Bouchardová (CAN)            |            |            |            |           |           |           |           |           |           |         |         |               | ●             | 0      | 1      | 0      |
| 1 | Hayley Carterová (USA)               |            |            |            |           |           |           |           |           |           |         |         |               | ●             | 0      | 1      | 0      |
| 1 | Sorana Cîrsteaová (ROU)              |            |            |            |           |           |           |           |           |           |         |         |               | ●             | 0      | 1      | 0      |
| 1 | Gabriela Dabrowská (CAN)             |            |            |            |           |           |           |           |           |           |         |         |               | ●             | 0      | 1      | 0      |
| 1 | Misaki Doiová (JPN)                  |            |            |            |           |           |           |           |           |           |         |         |               | ●             | 0      | 1      | 0      |
| 1 | Sharon Fichmanová (CAN)              |            |            |            |           |           |           |           |           |           |         |         |               | ●             | 0      | 1      | 0      |
| 1 | Kirsten Flipkensová (BEL)            |            |            |            |           |           |           |           |           |           |         |         |               | ●             | 0      | 1      | 0      |
| 1 | Darja Gavrilovová (AUS)              |            |            |            |           |           |           |           |           |           |         |         |               | ●             | 0      | 1      | 0      |
| 1 | Zoe Hivesová (AUS)                   |            |            |            |           |           |           |           |           |           |         |         |               | ●             | 0      | 1      | 0      |
| 1 | Darija Juraková (CRO)                |            |            |            |           |           |           |           |           |           |         |         |               | ●             | 0      | 1      | 0      |
| 1 | Anna Kalinská (RUS)                  |            |            |            |           |           |           |           |           |           |         |         |               | ●             | 0      | 1      | 0      |
| 1 | Desirae Krawczyková (USA)            |            |            |            |           |           |           |           |           |           |         |         |               | ●             | 0      | 1      | 0      |
| 1 | Johanna Larssonová (SWE)             |            |            |            |           |           |           |           |           |           |         |         |               | ●             | 0      | 1      | 0      |
| 1 | Cornelia Listerová (SWE)             |            |            |            |           |           |           |           |           |           |         |         |               | ●             | 0      | 1      | 0      |
| 1 | Tatjana Mariová (GER)                |            |            |            |           |           |           |           |           |           |         |         |               | ●             | 0      | 1      | 0      |
| 1 | Andreea Mituová (ROU)                |            |            |            |           |           |           |           |           |           |         |         |               | ●             | 0      | 1      | 0      |
| 1 | Asia Muhammadová (USA)               |            |            |            |           |           |           |           |           |           |         |         |               | ●             | 0      | 1      | 0      |
| 1 | Monica Niculescuová (ROU)            |            |            |            |           |           |           |           |           |           |         |         |               | ●             | 0      | 1      | 0      |
| 1 | Giuliana Olmosová (MEX)              |            |            |            |           |           |           |           |           |           |         |         |               | ●             | 0      | 1      | 0      |
| 1 | Ellen Perezová (AUS)                 |            |            |            |           |           |           |           |           |           |         |         |               | ●             | 0      | 1      | 0      |
| 1 | Kristýna Plíšková (CZE)              |            |            |            |           |           |           |           |           |           |         |         |               | ●             | 0      | 1      | 0      |
| 1 | Anastasija Potapovová (RUS)          |            |            |            |           |           |           |           |           |           |         |         |               | ●             | 0      | 1      | 0      |
| 1 | Maria Sanchezová (USA)               |            |            |            |           |           |           |           |           |           |         |         |               | ●             | 0      | 1      | 0      |
| 1 | Astra Sharmaová (AUS)                |            |            |            |           |           |           |           |           |           |         |         |               | ●             | 0      | 1      | 0      |
| 1 | Laura Siegemundová (GER)             |            |            |            |           |           |           |           |           |           |         |         |               | ●             | 0      | 1      | 0      |
| 1 | Jana Sizikovová (RUS)                |            |            |            |           |           |           |           |           |           |         |         |               | ●             | 0      | 1      | 0      |
| 1 | Sara Sorribes Tormová (ESP)          |            |            |            |           |           |           |           |           |           |         |         |               | ●             | 0      | 1      | 0      |
| 1 | Luisa Stefaniová (BRA)               |            |            |            |           |           |           |           |           |           |         |         |               | ●             | 0      | 1      | 0      |
| 1 | Nina Stojanovićová (SRB)             |            |            |            |           |           |           |           |           |           |         |         |               | ●             | 0      | 1      | 0      |
| 1 | Renata Voráčová (CZE)                |            |            |            |           |           |           |           |           |           |         |         |               | ●             | 0      | 1      | 0      |
| 1 | Wang Sin-jü (CHN)                    |            |            |            |           |           |           |           |           |           |         |         |               | ●             | 0      | 1      | 0      |
| 1 | Sü I-fan (CHN)                       |            |            |            |           |           |           |           |           |           |         |         |               | ●             | 0      | 1      | 0      |
| 1 | Jang Čao-süan (CHN)                  |            |            |            |           |           |           |           |           |           |         |         |               | ●             | 0      | 1      | 0      |
| 1 | Ču Lin (CHN)                         |            |            |            |           |           |           |           |           |           |         |         |               | ●             | 0      | 1      | 0      |
| 1 | Věra Zvonarevová (RUS)               |            |            |            |           |           |           |           |           |           |         |         |               | ●             | 0      | 1      | 0      |

### Tituly podle států
|    |                        | Grand Slam | Grand Slam | Grand Slam | Závěrečné | Závěrečné | Mandatory | Mandatory | Premier 5 | Premier 5 | Premier | Premier | International | International | Celkem | Celkem | Celkem |
| T  | Stát                   | D          | Č          | X          | D         | Č         | D         | Č         | D         | Č         | D       | Č       | D             | Č             | D      | Č      | X      |
| -- | ---------------------- | ---------- | ---------- | ---------- | --------- | --------- | --------- | --------- | --------- | --------- | ------- | ------- | ------------- | ------------- | ------ | ------ | ------ |
| 21 | Česko                  |            | 1          | 1          |           |           |           | 1         | 1         | 3         | 5       | 5       | 1             | 3             | 7      | 13     | 1      |
| 20 | Spojené státy americké |            |            | 1          |           |           |           | 1         | 1         |           | 1       | 3       | 7             | 6             | 9      | 10     | 1      |
| 10 | Čínská Tchaj-pej       |            | 1          | 2          |           |           |           | 1         |           | 1         |         | 4       |               | 1             | 0      | 8      | 2      |
| 9  | Čína                   |            | 1          |            |           |           |           |           |           | 1         | 1       |         | 1             | 5             | 2      | 7      | 0      |
| 8  | Austrálie              | 1          | 1          |            | 1         |           | 1         |           |           | 1         | 1       |         |               | 2             | 4      | 4      | 0      |
| 8  | Japonsko               | 1          |            |            |           |           | 1         |           |           |           | 1       | 1       | 1             | 3             | 4      | 4      | 0      |
| 8  | Bělorusko              |            | 1          |            | 1         |           |           | 2         | 1         | 1         |         |         | 1             | 1             | 3      | 5      | 0      |
| 7  | Belgie                 |            | 1          |            |           |           |           | 2         |           |           | 1       |         | 2             | 1             | 3      | 4      | 0      |
| 6  | Kanada                 | 1          |            |            |           |           | 1         |           | 1         |           |         |         |               | 3             | 3      | 3      | 0      |
| 5  | Francie                |            | 1          |            |           | 1         |           |           |           |           |         |         | 2             | 1             | 2      | 3      | 0      |
| 5  | Rusko                  |            |            |            |           |           |           |           |           | 1         |         | 1       |               | 3             | 0      | 5      | 0      |
| 5  | Německo                |            |            |            |           |           |           |           |           |           |         | 2       | 1             | 2             | 1      | 4      | 0      |
| 4  | Švýcarsko              |            |            |            |           |           |           |           | 1         |           | 1       |         | 2             |               | 4      | 0      | 0      |
| 4  | Švédsko                |            |            |            |           |           |           |           |           |           |         |         | 2             | 2             | 2      | 2      | 0      |
| 4  | Španělsko              |            |            |            |           |           |           |           |           |           |         |         | 1             | 3             | 1      | 3      | 0      |
| 3  | Rumunsko               | 1          |            |            |           |           |           |           |           |           |         |         |               | 2             | 1      | 2      | 0      |
| 3  | Maďarsko               |            | 1          |            |           | 1         |           |           |           |           |         |         |               | 1             | 0      | 3      | 0      |
| 3  | Slovinsko              |            |            |            |           | 1         |           |           |           | 1         |         |         | 1             |               | 1      | 2      | 0      |
| 3  | Ukrajina               |            |            |            |           | 1         |           |           |           |           |         |         | 2             |               | 2      | 1      | 0      |
| 3  | Srbsko                 |            |            |            |           |           |           |           |           |           |         | 1       |               | 2             | 0      | 3      | 0      |
| 2  | Nizozemsko             |            |            |            |           |           | 1         |           |           |           | 1       |         |               |               | 2      | 0      | 0      |
| 2  | Polsko                 |            |            |            |           |           |           |           |           |           |         | 1       | 1             |               | 1      | 1      | 0      |
| 2  | Kazachstán             |            |            |            |           |           |           |           |           |           |         |         | 2             |               | 2      | 0      | 0      |
| 2  | Lotyšsko               |            |            |            |           |           |           |           |           |           |         |         | 2             |               | 2      | 0      | 0      |
| 2  | Chorvatsko             |            |            |            |           |           |           |           |           |           |         |         | 1             | 1             | 1      | 1      | 0      |
| 2  | Slovensko              |            |            |            |           |           |           |           |           |           |         |         |               | 2             | 0      | 2      | 0      |
| 1  | Řecko                  |            |            |            |           |           |           |           |           |           |         |         | 1             |               | 1      | 0      | 0      |
| 1  | Brazílie               |            |            |            |           |           |           |           |           |           |         |         |               | 1             | 0      | 1      | 0      |
| 1  | Mexiko                 |            |            |            |           |           |           |           |           |           |         |         |               | 1             | 0      | 1      | 0      |

### Premiérové tituly
Hráčky, které získaly první titul ve dvouhře, ve čtyřhře nebo ve smíšené čtyřhře:

#### Dvouhra

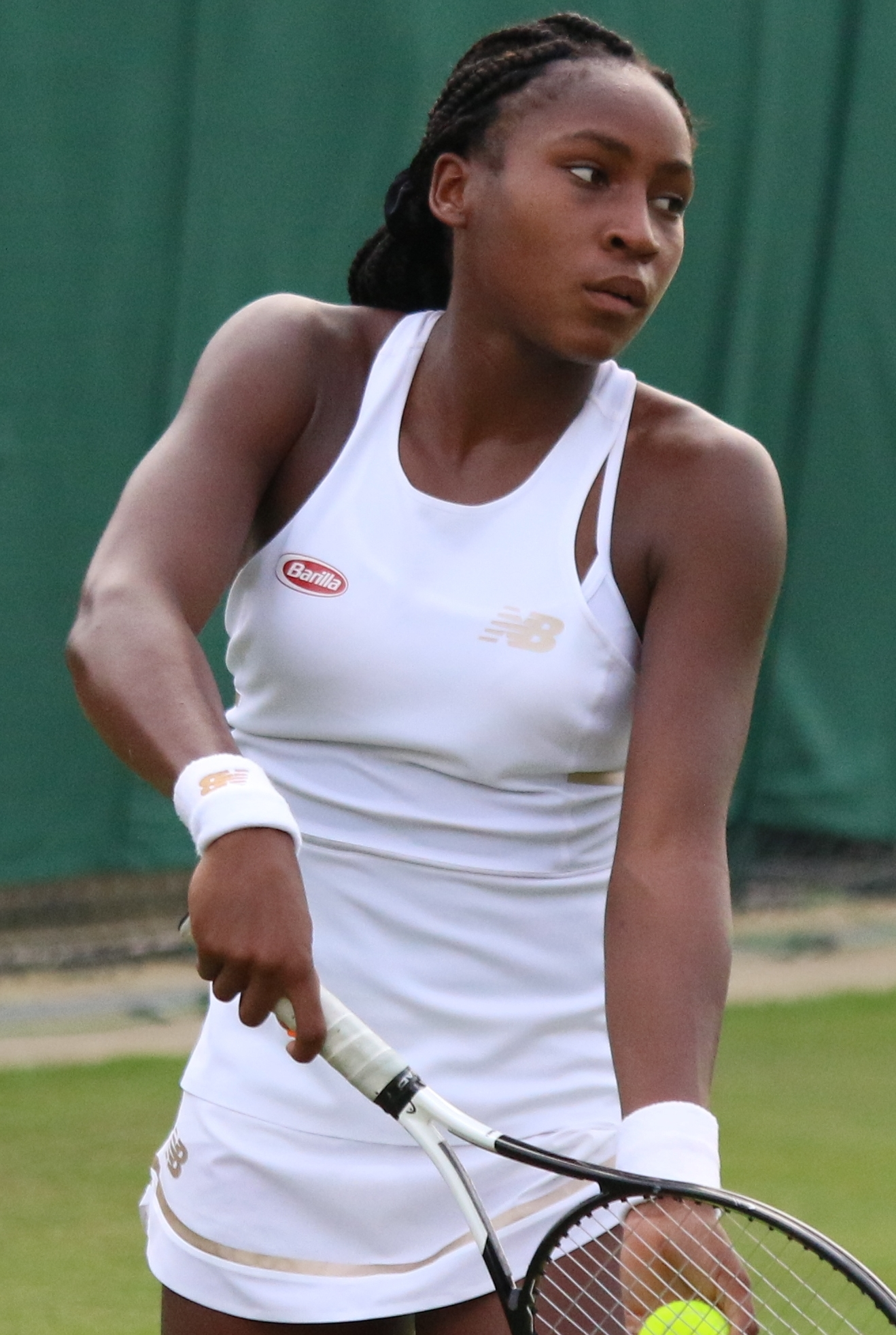
Američanka Coco Gauffová se v 15 letech stala nejmladší wimbledonskou hráčkou, která postoupila z kvalifikace do hlavní soutěže. V srpnu získala první trofej, když s McNallyovou vyhrála čtyřhru na Citi Open

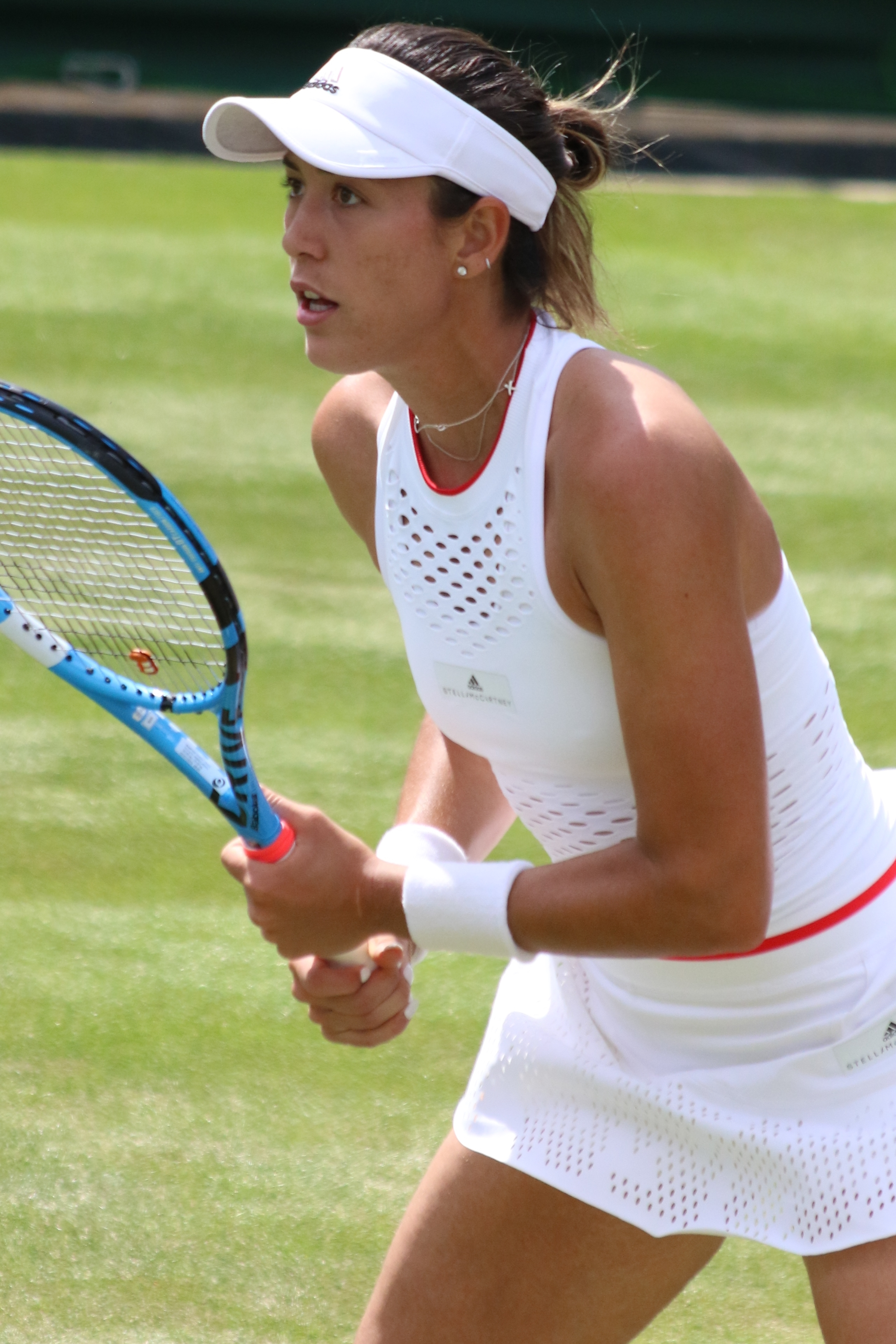
Španělka Garbiñe Muguruzaová obhájila trofej na Monterrey Open 2019

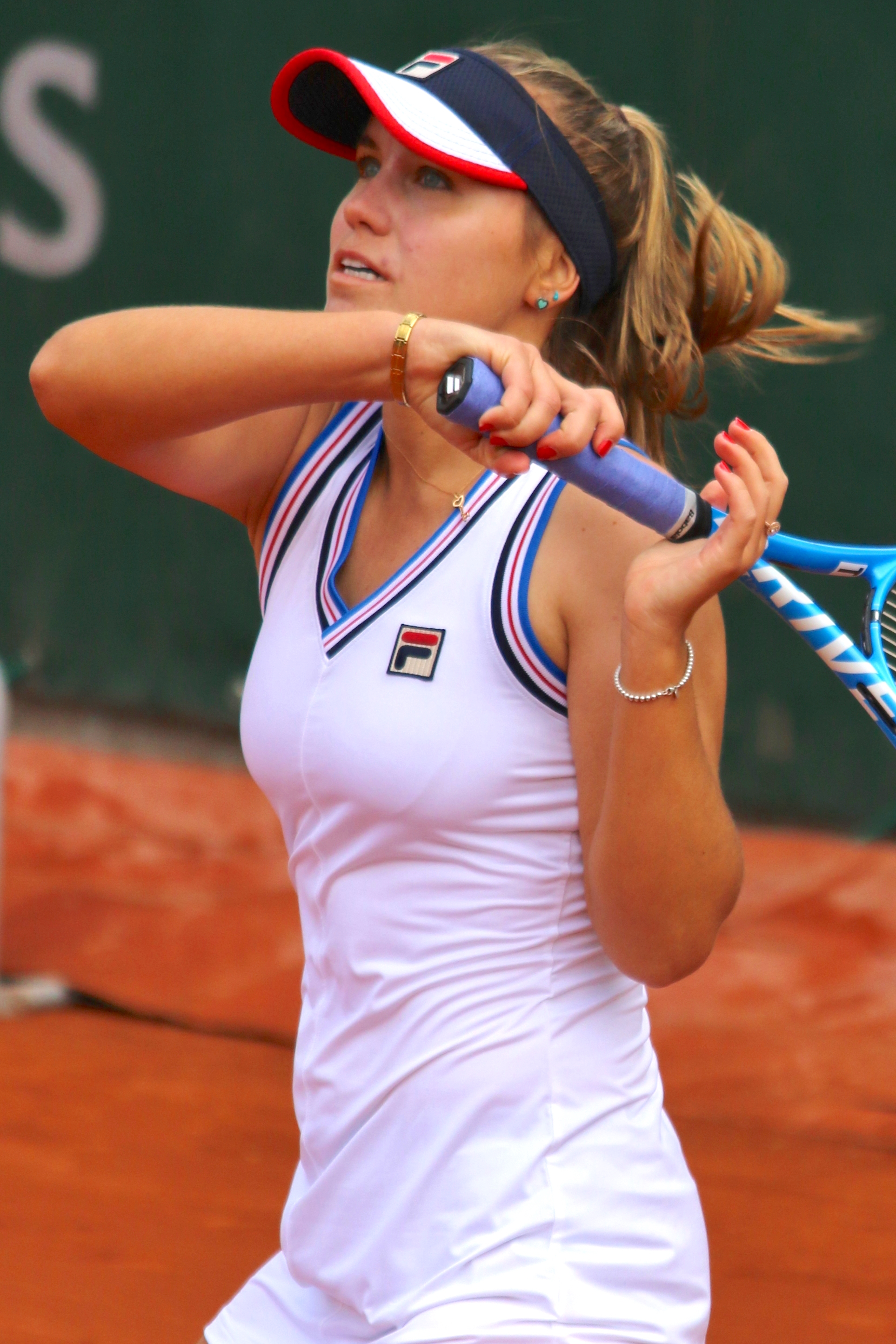
Američanka Sofia Keninová vybojovala prvních pět kariérních trofejí, tři singlové a dvě deblové

- Sofia Keninová – Hobart (pavouk)
- Wang Ja-fan – Acapulco (pavouk)
- Bianca Andreescuová – Indian Wells (pavouk)
- Amanda Anisimovová – Bogotá (pavouk)
- Petra Martićová – Istanbul (pavouk)
- Jil Teichmannová – Praha (pavouk)
- Maria Sakkariová – Rabat (pavouk)
- Julia Putincevová – Norimberk (pavouk)
- Fiona Ferrová – Lausanne (pavouk)
- Jelena Rybakinová – Bukurešť (pavouk)
- Jessica Pegulaová – Washington, D.C. (pavouk)
- Čeng Saj-saj – San José (pavouk)
- Magda Linetteová - Bronx (pavouk)
- Rebecca Petersonová – Nan-čchang (pavouk)
- Karolína Muchová – Soul (pavouk)
- Coco Gauffová – Linec (pavouk)

#### Čtyřhra
- Eugenie Bouchardová – Auckland (pavouk)
- Sofia Keninová – Auckland (pavouk)
- Jekatěrina Alexandrovová – Budapešť (pavouk)
- Aryna Sabalenková – Indian Wells (pavouk)
- Zoe Hivesová – Bogotá (pavouk)
- Astra Sharmaová – Bogotá (pavouk)
- Anna-Lena Friedsamová – Stuttgart (pavouk)
- Anna Kalinská – Praha (pavouk)
- Viktória Kužmová – Praha (pavouk)
- Ellen Perezová – Štrasburk (pavouk)
- Giuliana Olmosová – Nottingham (pavouk)
- Jana Sizikovová – Lausanne (pavouk)
- Cornelia Listerová – Palermo (pavouk)
- Nina Stojanovićová – Jūrmala (pavouk)
- Coco Gauffová - Washington, D.C. (pavouk)
- Caty McNallyová - Washington, D.C. (pavouk)
- Wang Sin-jü – Nan-čchang (pavouk)
- Ču Lin – Nan-čchang (pavouk)
- Veronika Kuděrmetovová – Wuhan (pavouk)
- Hayley Carterová – Taškent (pavouk)
- Luisa Stefaniová – Taškent (pavouk)
- Ena Šibaharaová – Tchien-ťin (pavouk)

#### Smíšená čtyřhra
- Barbora Krejčíková – Australian Open (pavouk)

### Obhájené tituly
Hráčky, které obhájily titul:

#### Dvouhra
- Julia Görgesová – Auckland (pavouk)
- Alison Van Uytvancková – Budapešť (pavouk)
- Garbiñe Muguruzaová – Monterrey (pavouk)
- Aryna Sabalenková – Wuhan (pavouk)

#### Čtyřhra
- Ashleigh Bartyová – Řím (pavouk)
- Květa Peschkeová – San José (pavouk)
- Lucie Hradecká – Cincinnati (pavouk)
- Ljudmyla Kičenoková – WTA Elite Trophy (pavouk)
- Tímea Babosová – WTA Finals (pavouk)
- Kristina Mladenovicová – WTA Finals (pavouk)

#### Smíšená čtyřhra
- Latisha Chan – French Open (pavouk)
- Bethanie Matteková-Sandsová – US Open (pavouk)

## Žebříček
Žebříček WTA Championships Race určil hráčky které se kvalifikovaly na Turnaj mistryň. Žebříček WTA a jeho konečné pořadí na konci sezóny byl sestaven na základě bodového hodnocení tenistek za posledních 52 týdnů.

### Dvouhra
Tabulky uvádí 20 nejvýše postavených hráček na singlových žebříčcích WTA Championships Race a konečné klasifikaci WTA v sezóně 2019. Šedý podklad vlevo uvádí hráčky které aktivně zasáhly do Turnaje mistryň.
| Žebříček WTA Race | Žebříček WTA Race           | Žebříček WTA Race | Žebříček WTA Race | Žebříček WTA Race |
| Poř.              | Hráčka (✓ – kvalifikována)  | body              | tours             |                   |
| ----------------- | --------------------------- | ----------------- | ----------------- | ----------------- |
| 1.                | Ashleigh Bartyová (AUS) ✓   | 6476              | 14                |                   |
| 2.                | Karolína Plíšková (CZE) ✓   | 5315              | 18                |                   |
| 3.                | Naomi Ósakaová (JPN) ✓      | 5246              | 16                |                   |
| 4.                | Simona Halepová (ROU) ✓     | 4962              | 16                |                   |
| 5.                | Bianca Andreescuová (CAN) ✓ | 4942              | 14                |                   |
| 6.                | Petra Kvitová (CZE) ✓       | 4401              | 16                |                   |
| 7.                | Belinda Bencicová (SUI) ✓   | 4120              | 24                |                   |
| 8.                | Elina Svitolinová (UKR) ✓   | 3995              | 21                |                   |
| 9.                | Serena Williamsová (USA)    | 3935              | 10                |                   |
| 10.               | Kiki Bertensová (NED)       | 3870              | 26                |                   |
| 11.               | Johanna Kontaová (GBR)      | 2879              | 17                |                   |
| 12.               | Sofia Keninová (USA)        | 2615              | 23                |                   |
| 13.               | Madison Keysová (USA)       | 2607              | 14                |                   |
| 14.               | Aryna Sabalenková (BLR)     | 2520              | 23                |                   |
| 15.               | Petra Martićová (CRO)       | 2458              | 17                |                   |
| 16.               | Markéta Vondroušová (CZE)   | 2390              | 11                |                   |
| 17.               | Angelique Kerberová (GER)   | 2275              | 21                |                   |
| 18.               | Elise Mertensová (BEL)      | 2190              | 25                |                   |
| 19.               | Alison Riskeová (USA)       | 2185              | 23                |                   |
| 20.               | Donna Vekićová (CRO)        | 2185              | 22                |                   |

| Konečný žebříček WTA | Konečný žebříček WTA      | Konečný žebříček WTA | Konečný žebříček WTA | Konečný žebříček WTA | Konečný žebříček WTA | Konečný žebříček WTA | Konečný žebříček WTA |
| Poř.                 | hráčka                    | bodů                 | tours                | '18                  | max                  | min                  | '18→'19              |
| -------------------- | ------------------------- | -------------------- | -------------------- | -------------------- | -------------------- | -------------------- | -------------------- |
| 1.                   | Ashleigh Bartyová (AUS)   | 7851                 | 15                   | 15.                  | 1.                   | 15.                  | ▲ 14                 |
| 2.                   | Karolína Plíšková (CZE)   | 5940                 | 19                   | 8.                   | 2.                   | 8.                   | ▲ 6                  |
| 3.                   | Naomi Ósakaová (JPN)      | 5496                 | 17                   | 5.                   | 1.                   | 5.                   | ▲ 2                  |
| 4.                   | Simona Halepová (ROU)     | 5462                 | 17                   | 1.                   | 1.                   | 8.                   | ▼ 3                  |
| 5.                   | Bianca Andreescuová (CAN) | 5192                 | 15                   | 178.                 | 4.                   | 178.                 | ▲ 173                |
| 6.                   | Elina Svitolinová (UKR)   | 5075                 | 22                   | 4.                   | 3.                   | 9.                   | ▼ 2                  |
| 7.                   | Petra Kvitová (CZE)       | 4776                 | 17                   | 7.                   | 2.                   | 8.                   | ▬                    |
| 8.                   | Belinda Bencicová (SUI)   | 4745                 | 22                   | 37.                  | 7.                   | 55.                  | ▲ 29                 |
| 9.                   | Kiki Bertensová (NED)     | 4245                 | 27                   | 9.                   | 4.                   | 10.                  | ▬                    |
| 10.                  | Serena Williamsová (USA)  | 3935                 | 10                   | 16.                  | 8.                   | 16.                  | ▲ 6                  |
| 11.                  | Aryna Sabalenková (BLR)   | 3120                 | 24                   | 11.                  | 9.                   | 16.                  | ▬                    |
| 12.                  | Johanna Kontaová (GBR)    | 2879                 | 17                   | 39.                  | 11.                  | 47.                  | ▲ 27                 |
| 13.                  | Madison Keysová (USA)     | 2767                 | 15                   | 17.                  | 9.                   | 18.                  | ▲ 4                  |
| 14.                  | Sofia Keninová (USA)      | 2740                 | 24                   | 52.                  | 12.                  | 56.                  | ▲ 38                 |
| 15.                  | Petra Martićová (CRO)     | 2617                 | 18                   | 32.                  | 15.                  | 53.                  | ▲ 17                 |
| 16.                  | Markéta Vondroušová (CZE) | 2390                 | 12                   | 67.                  | 14.                  | 81.                  | ▲ 51                 |
| 17.                  | Elise Mertensová (BEL)    | 2290                 | 26                   | 13.                  | 12.                  | 26.                  | ▼ 4                  |
| 18.                  | Alison Riskeová (USA)     | 2210                 | 24                   | 63.                  | 18.                  | 63.                  | ▲ 45                 |
| 19.                  | Donna Vekićová (CRO)      | 2205                 | 23                   | 34.                  | 19.                  | 34.                  | ▲ 15                 |
| 20.                  | Angelique Kerberová (GER) | 2175                 | 22                   | 2.                   | 2.                   | 20.                  | ▼ 18                 |

#### Světová jednička
| Světová jednička        | Datum nástupu       | Datum odchodu     |
| ----------------------- | ------------------- | ----------------- |
| Simona Halepová (ROU)   | začátek sezóny 2019 | 27. ledna 2019    |
| Naomi Ósakaová (JPN)    | 28. ledna 2019      | 23. června 2019   |
| Ashleigh Bartyová (AUS) | 24. června 2019     | 11. srpna 2019    |
| Naomi Ósakaová (JPN)    | 12. srpna 2019      | 8. září 2019      |
| Ashleigh Bartyová (AUS) | 9. září 2019        | konec sezóny 2019 |

#### Nové žebříčkové maximum
Hráčky, které v sezóně 2019 zaznamenaly kariérní maximum v první padesátce žebříčku WTA (ztučnění jmen u hráček, které v elitní světové desítce debutovaly a postavení při novém maximu v Top 10):

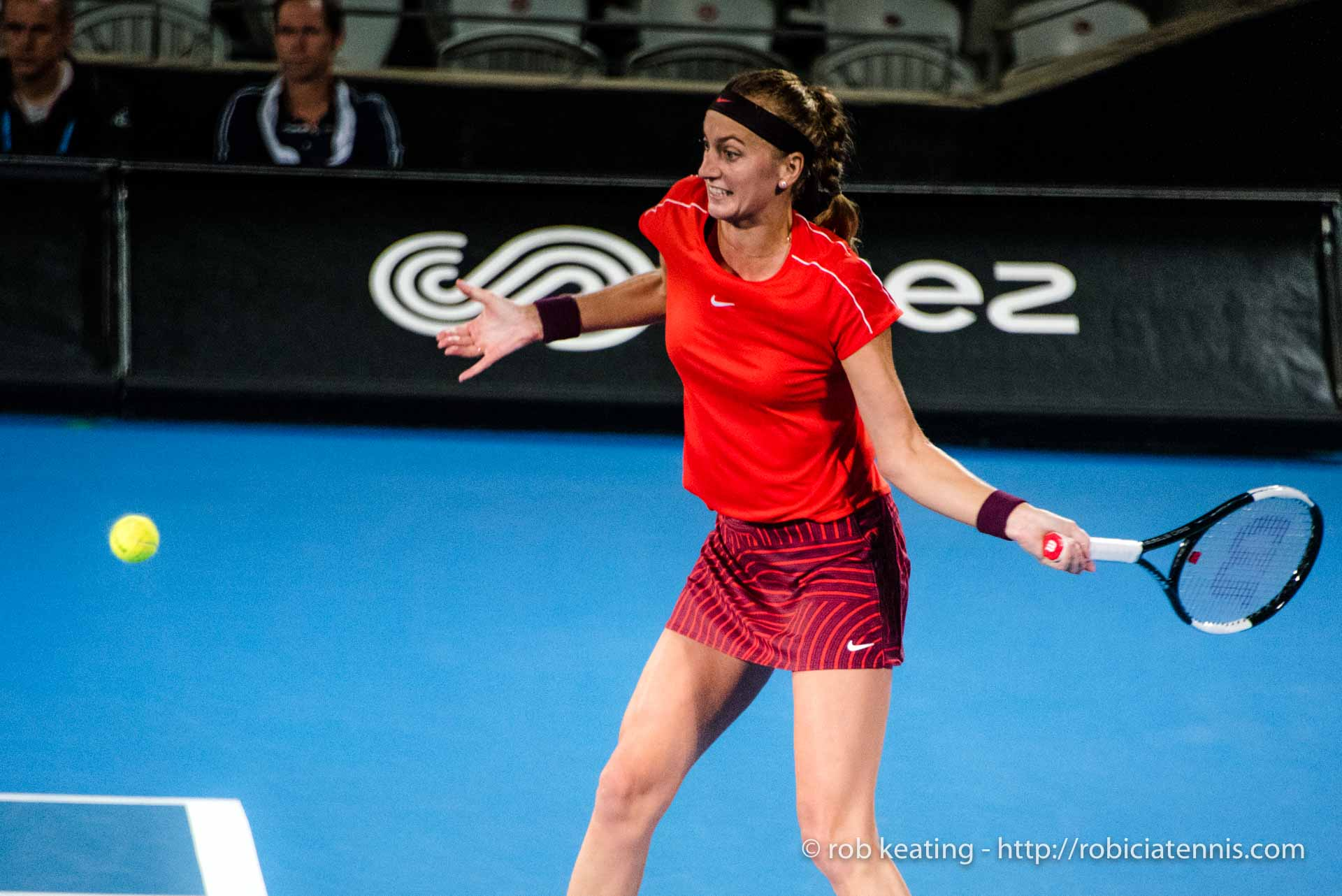
Petra Kvitová zvítězila na úvod roku v Sydney. Během dubna přidala výhru ve Stuttgartu a stala se první tenistkou s dvěma singlovými tituly v sezóně.

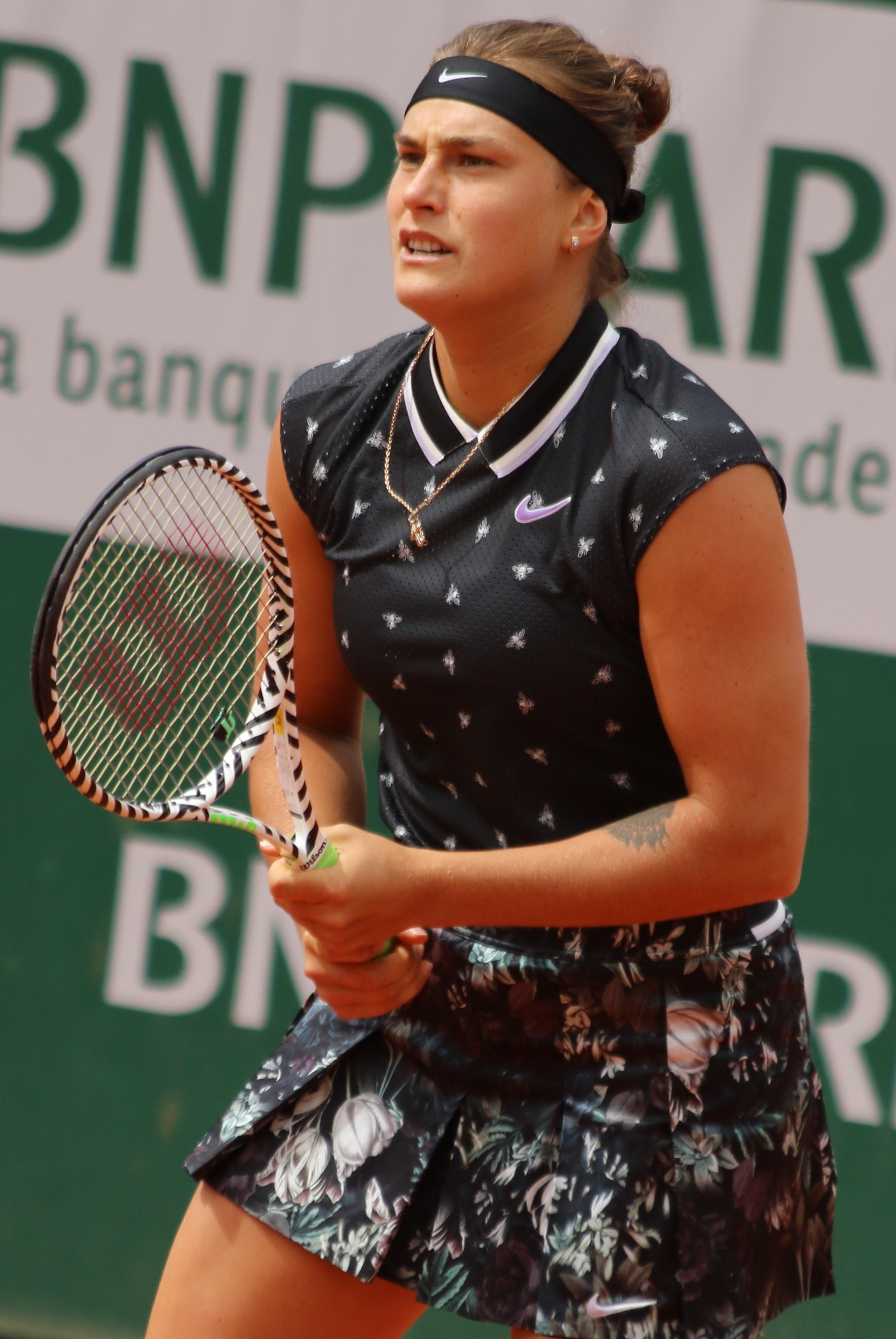
Do první světové desítky vstoupila Běloruska Aryna Sabalenková, která dosáhla 9. místa

- Naomi Ósakaová (na 1. místo 28. ledna)
- Danielle Collinsová (na 23. místo 28. ledna)
- Aryna Sabalenková (na 9. místo 4. února)
- Lesja Curenková (na 23. místo 18. února)
- Viktória Kužmová (na 43. místo 4. března)
- Anett Kontaveitová (na 14. místo 1. dubna)
- Ajla Tomljanovićová (na 39. místo 1. dubna)
- Kiki Bertensová (na 4. místo 13. května)
- Ashleigh Bartyová (na 1. místo 24. června)
- Markéta Vondroušová (na 14. místo 1. července)
- Čeng Saj-saj (na 37. místo 19. srpna)
- Iga Świąteková (na 49. místo 19. srpna)
- Wang Čchiang (na 12. místo 9. září)
- Magda Linetteová (na 41. místo 30. září)
- Jekatěrina Alexandrovová (na 35. místo 7. října)
- Wang Ja-fan (na 47. místo 7. října)
- Bianca Andreescuová (na 4. místo 21. října)
- Sofia Keninová (na 12. místo 21. října)
- Petra Martićová (na 15. místo 21. října)
- Donna Vekićová (na 20. místo 21. října)
- Amanda Anisimovová (na 21. místo 21. října)
- Maria Sakkariová (na 22. místo 21. října)
- Jelena Rybakinová (na 37. místo 21. října)
- Veronika Kuděrmetovová (na 41. místo 21. října)
- Rebecca Petersonová (na 43. místo 21. října)
- Alison Riskeová (na 18. místo 4. listopadu)
- Karolína Muchová (na 21. místo 4. listopadu)
- Dajana Jastremská (na 22. místo 4. listopadu)

### Čtyřhra
Tabulky uvádí 10 nejvýše postavených párů na závěrečném žebříčku WTA Championships Race, určující postup na Turnaj mistryň a 10 nejvýše postavených hráček na konečném žebříčku WTA ve čtyřhře sezóny 2019. Šedý podklad vlevo uvádí páry, které aktivně zasáhly do Turnaje mistryň.

#### Žebříček čtyřhry
| Žebříček párů WTA Race | Žebříček párů WTA Race                               | Žebříček párů WTA Race | Žebříček párů WTA Race | Žebříček párů WTA Race |
| Poř.                   | pár (✓ – kvalifikován)                               | bodů                   | turnajů                |                        |
| ---------------------- | ---------------------------------------------------- | ---------------------- | ---------------------- | ---------------------- |
| 1.                     | Elise Mertensová (BEL) ✓ Aryna Sabalenková (BLR)     | 6057                   | 11                     |                        |
| 2.                     | Sie Šu-wej (TPE) ✓ Barbora Strýcová (CZE)            | 5490                   | 13                     |                        |
| 3.                     | Tímea Babosová (HUN) ✓ Kristina Mladenovicová (FRA)  | 5211                   | 10                     |                        |
| 4.                     | Gabriela Dabrowská (CAN) ✓ Sü I-fan (CHN)            | 4635                   | 20                     |                        |
| 5.                     | Čan Chao-čching (TPE) ✓ Latisha Chan (TPE)           | 4145                   | 20                     |                        |
| 6.                     | Barbora Krejčíková (CZE) ✓ Kateřina Siniaková (CZE)  | 4000                   | 11                     |                        |
| 7.                     | Samantha Stosurová (AUS) ✓ Čang Šuaj (CHN)           | 3920                   | 13                     |                        |
| 8.                     | Anna-Lena Grönefeldová (GER) ✓ Demi Schuursová (NED) | 3895                   | 15                     |                        |
| 9.                     | Viktoria Azarenková (BLR) Ashleigh Bartyová (AUS)    | 3440                   | 8                      |                        |
| 10.                    | Nicole Melicharová (USA) Květa Peschkeová (CZE)      | 3415                   | 25                     |                        |

| Konečný žebříček WTA | Konečný žebříček WTA         | Konečný žebříček WTA | Konečný žebříček WTA | Konečný žebříček WTA | Konečný žebříček WTA | Konečný žebříček WTA | Konečný žebříček WTA |
| Poř.                 | hráčka                       | bodů                 | tours                | '18                  | max                  | min                  | '18→'19              |
| -------------------- | ---------------------------- | -------------------- | -------------------- | -------------------- | -------------------- | -------------------- | -------------------- |
| 1.                   | Barbora Strýcová (CZE)       | 7110                 | 17                   | 5.                   | 1.                   | 5.                   | ▲ 4                  |
| 2.                   | Kristina Mladenovicová (FRA) | 6990                 | 14                   | 3.                   | 1.                   | 5.                   | ▲ 1                  |
| 3.                   | Tímea Babosová (HUN)         | 6965                 | 15                   | 3.                   | 2.                   | 6.                   | ▬                    |
| 4.                   | Sie Šu-wej (TPE)             | 6705                 | 19                   | 17.                  | 4.                   | 25.                  | ▲ 13                 |
| 5.                   | Aryna Sabalenková (BLR)      | 6655                 | 13                   | 61.                  | 2.                   | 85.                  | ▲ 56                 |
| 6.                   | Elise Mertensová (BEL)       | 6615                 | 14                   | 11.                  | 2.                   | 12.                  | ▲ 5                  |
| 7.                   | Kateřina Siniaková (CZE)     | 4955                 | 19                   | 1.                   | 1.                   | 8.                   | ▼ 7                  |
| 8.                   | Gabriela Dabrowská (CAN)     | 4950                 | 24                   | 10.                  | 8.                   | 15.                  | ▲ 2                  |
| 8.                   | Sü I-fan (CHN)               | 4950                 | 22                   | 12                   | 8                    | 18                   | ▲ 4                  |
| 10.                  | Čang Šuaj (CHN)              | 4705                 | 21                   | 33.                  | 9.                   | 33.                  | ▲ 23                 |
| 11.                  | Anna-Lena Grönefeldová (GER) | 4670                 | 22                   | 26.                  | 10.                  | 33.                  | ▲ 15                 |
| 12.                  | Samantha Stosurová (AUS)     | 4535                 | 15                   | 69.                  | 10.                  | 70.                  | ▲ 57                 |
| 13.                  | Barbora Krejčíková (CZE)     | 4490                 | 13                   | 1.                   | 1.                   | 14.                  | ▼ 12                 |
| 14.                  | Demi Schuursová (NED)        | 4390                 | 22                   | 8.                   | 7.                   | 17.                  | ▼ 6                  |
| 15.                  | Čan Chao-čching (TPE)        | 4280                 | 21                   | 25.                  | 11.                  | 23.                  | ▲ 10                 |
| 15.                  | Latisha Chan (TPE)           | 4280                 | 21                   | 21.                  | 11.                  | 21.                  | ▲ 6                  |
| 17.                  | Tuan Jing-jing (CHN)         | 3800                 | 22                   | 59.                  | 17.                  | 83.                  | ▲ 42                 |
| 18                   | Viktoria Azarenková (BLR)    | 3731                 | 11                   | 272.                 | 18.                  | 274.                 | ▲ 254                |
| 19                   | Ashleigh Bartyová (AUS)      | 3635                 | 10                   | 7.                   | 6.                   | 19.                  | ▼ 12                 |
| 20                   | Nicole Melicharová (USA)     | 3465                 | 27                   | 15.                  | 12.                  | 20.                  | ▼ 5                  |

#### Světové jedničky
| Světová jednička                                  | Datum nástupu       | Datum odchodu     |
| ------------------------------------------------- | ------------------- | ----------------- |
| Barbora Krejčíková (CZE) Kateřina Siniaková (CZE) | začátek sezóny 2019 | 13. ledna 2019    |
| Kateřina Siniaková (CZE)                          | 14. ledna 2019      | 9. června 2019    |
| Kristina Mladenovicová (FRA)                      | 10. června 2019     | 14. července 2019 |
| Barbora Strýcová (CZE)                            | 15. července 2019   | 6. října 2019     |
| Kristina Mladenovicová (FRA)                      | 7. října 2019       | 20. října 2019    |
| Barbora Strýcová (CZE)                            | 21. října 2019      | konec sezóny 2019 |

#### Nové žebříčkové maximum
Hráčky, které v sezóně 2019 zaznamenaly kariérní maximum v první padesátce deblového žebříčku WTA (ztučnění jmen u hráček, které v elitní světové desítce debutovaly a postavení při novém maximu v Top 10):

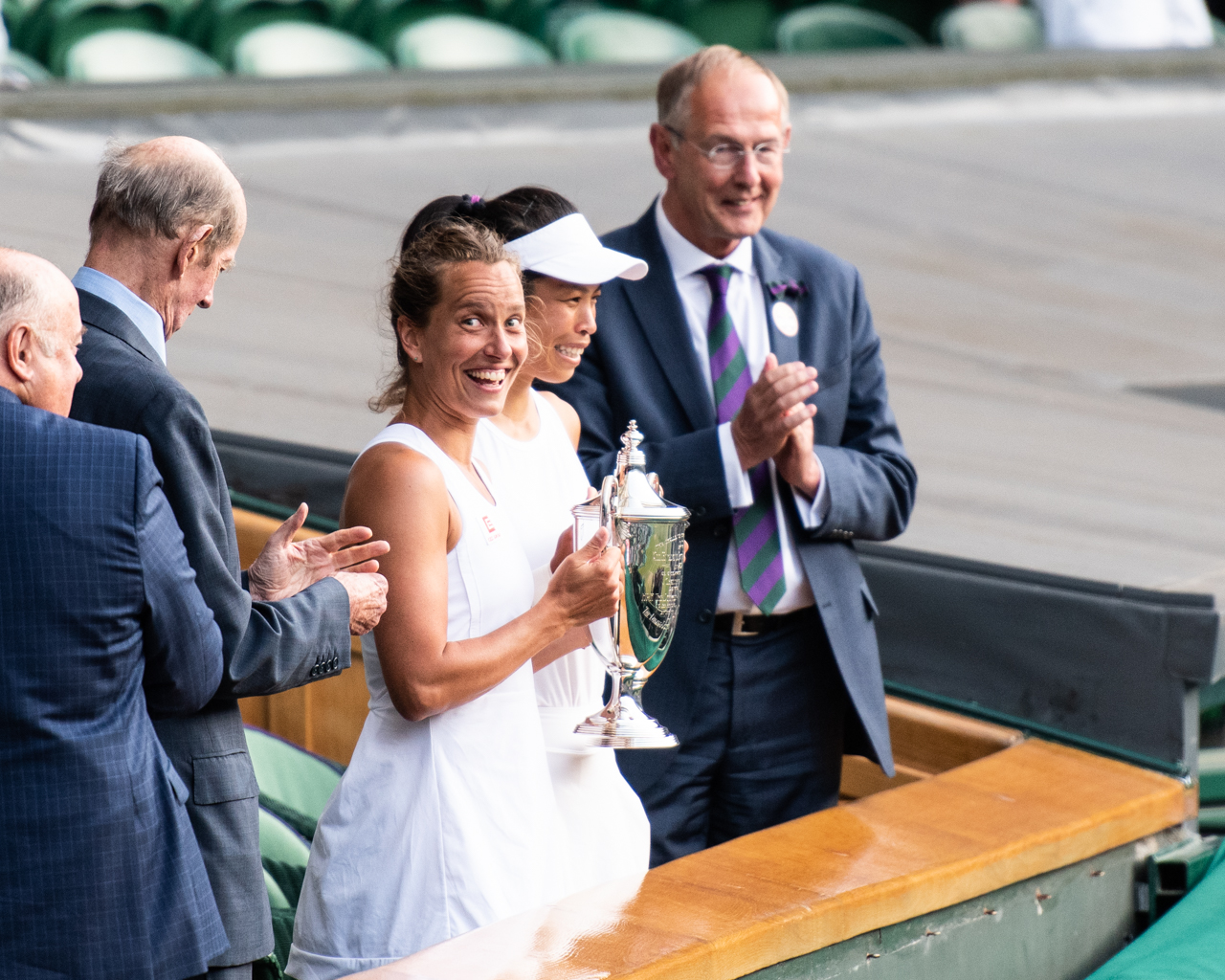
Češka Barbora Strýcová s Tchajwankou Sie Šu-wej vyhrály Wimbledon; bodový zisk učinil ze Strýcové světovou jedničku ve čtyřhře

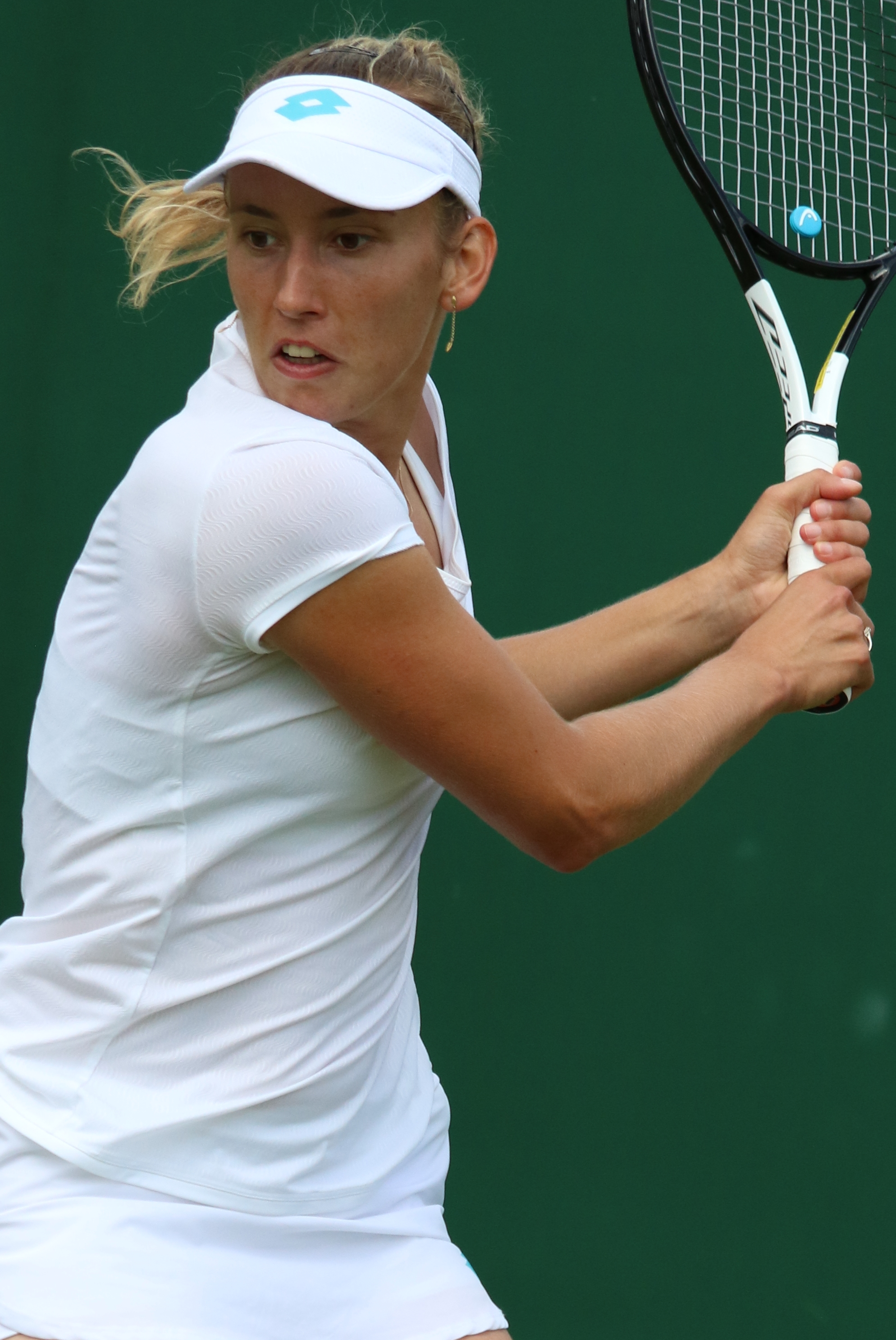
Deblová trofej z US Open posunula Belgičanku Elise Mertensovou na 2. příčku žebříčku čtyřhry

- Nicole Melicharová (na 12. místo 18. února)
- Kaitlyn Christianová (na 38. místo 25. února)
- Heather Watsonová (na 39. místo 25. února)
- Irina Chromačovová (na 41. místo 8. dubna)
- Čang Šuaj (na 9. místo 20. května)
- Eri Hozumiová (na 28. místo 27. května)
- Kristina Mladenovicová (na 1. místo 10. června)
- Alicja Rosolská (na 23. místo 10. června)
- Kirsten Flipkensová (na 23. místo 1. července)
- Barbora Strýcová (na 1. místo 15. července)
- Chan Sin-jün (na 50. místo 29. července)
- Asia Muhammadová (na 37. místo 5. srpna)
- Jennifer Bradyová (na 44. místo 19. srpna)
- Elise Mertensová (na 2. místo 9. září)
- Sü I-fan (na 8. místo 9. září)
- Anna-Lena Friedsamová (na 45. místo 9. září)
- Viktória Kužmová (na 29. místo 16. září)
- Alison Riskeová (na 43. místo 16. září)
- Aleksandra Krunićová (na 35. místo 30. září)
- Jeļena Ostapenková (na 22. místo 7. října)
- Veronika Kuděrmetovová (na 23. místo 14. října)
- Aryna Sabalenková (na 2. místo 21. října)
- Tuan Jing-jing (na 17. místo 21. října)
- Šúko Aojamová (na 26. místo 21. října)
- Ena Šibaharaová (na 31. místo 21. října)
- Desirae Krawczyková (na 36. místo 21. října)
- Sofia Keninová (na 39. místo 21. října)
- Aljaksandra Sasnovičová (na 46. místo 21. října)

## Výdělek hráček
| Nejvyšší výdělky tenistek v sezóně                                            | Nejvyšší výdělky tenistek v sezóně | Nejvyšší výdělky tenistek v sezóně | Nejvyšší výdělky tenistek v sezóně | Nejvyšší výdělky tenistek v sezóně | Nejvyšší výdělky tenistek v sezóně |
| Poř.                                                                          | hráčka                             | ve dvouhře                         | ve čtyřhře                         | v mixu                             | celkem                             |
| ----------------------------------------------------------------------------- | ---------------------------------- | ---------------------------------- | ---------------------------------- | ---------------------------------- | ---------------------------------- |
| 1.                                                                            | Ashleigh Bartyová                  | 10 874 894 $                       | 426 388 $                          | —                                  | 11 307 587 $                       |
| 2.                                                                            | Simona Halepová                    | 5 911 170 $                        | 43 274 $                           | —                                  | 6 962 442 $                        |
| 3.                                                                            | Naomi Ósakaová                     | 6 388 282 $                        | —                                  | —                                  | 6 788 282 $                        |
| 4.                                                                            | Bianca Andreescuová                | 6 495 650 $                        | 8 500 $                            | —                                  | 6 504 150 $                        |
| 5.                                                                            | Elina Svitolinová                  | 5 666 340 $                        | 9 995 $                            | —                                  | 6 126 335 $                        |
| 6.                                                                            | Karolína Plíšková                  | 4 811 145 $                        | 93 642 $                           | —                                  | 5 138 077 $                        |
| 7.                                                                            | Serena Williamsová                 | 4 297 685 $                        | —                                  | 4 530 $                            | 4 310 515 $                        |
| 8.                                                                            | Kiki Bertensová                    | 3 943 536 $                        | 39 490 $                           | —                                  | 4 208 026 $                        |
| 9.                                                                            | Belinda Bencicová                  | 4 044 622 $                        | 68 453 $                           | —                                  | 4 113 075 $                        |
| 10.                                                                           | Petra Kvitová                      | 3 497 935 $                        | —                                  | —                                  | 3 724 430 $                        |
| 11.                                                                           | Aryna Sabalenková                  | 2 260 057 $                        | 1 153 365 $                        | 2 265 $                            | 3 415 687 $                        |
| 12.                                                                           | Elise Mertensová                   | 1 644 229 $                        | 1 152 171 $                        | —                                  | 2 796 400 $                        |
| 13.                                                                           | Barbora Strýcová                   | 1 169 901 $                        | 1 091 491 $                        | —                                  | 2 261 392 $                        |
| 14.                                                                           | Johanna Kontaová                   | 2 172 125 $                        | 1 820 $                            | —                                  | 2 173 945 $                        |
| 15.                                                                           | Angelique Kerberová                | 1 535 356 $                        | 2 460 $                            | —                                  | 2 137 816 $                        |
| 16.                                                                           | Markéta Vondroušová                | 1 983 530 $                        | 78 695 $                           | —                                  | 2 091 225 $                        |
| 17.                                                                           | Sie Šu-wej                         | 1 008 519 $                        | 1 052 600 $                        | 5 215 $                            | 2 066 334 $                        |
| 18.                                                                           | Sofia Keninová                     | 1 703 706 $                        | 330 525 $                          | —                                  | 2 037 257 $                        |
| 19.                                                                           | Madison Keysová                    | 1 994 753 $                        | —                                  | —                                  | 2 002 588 $                        |
| 20.                                                                           | Kristina Mladenovicová             | 794 905 $                          | 1 183 419 $                        | 4 278 $                            | 1 982 602 $                        |
| částky v amerických dolarech; aktualizováno k závěru sezóny 4. listopadu 2019 |                                    |                                    |                                    |                                    |                                    |

## Ocenění

### Hráčka měsíce
| Měsíc    | vítězka                   | další kandidátky                                                             | zdroj  |
| -------- | ------------------------- | ---------------------------------------------------------------------------- | ------ |
| Leden    | Naomi Ósakaová (JPN)      | Petra Kvitová (CZE) Karolína Plíšková (CZE)                                  | [ 10 ] |
| Únor     | Belinda Bencicová (SUI)   | Simona Halepová (ROU) Elise Mertensová (BEL) Petra Kvitová (CZE)             | [ 11 ] |
| Březen   | Ashleigh Bartyová (AUS)   | Bianca Andreescuová (CAN) Karolína Plíšková (CZE) Angelique Kerberová (GER)  | [ 12 ] |
| Duben    | Petra Kvitová (CZE)       | Petra Martićová (CRO) Madison Keysová (USA)                                  | [ 13 ] |
| Květen   | Kiki Bertensová (NED)     | Simona Halepová (ROU) Karolína Plíšková (CZE) Johanna Kontaová (GBR)         | [ 14 ] |
| Červen   | Ashleigh Bartyová (AUS)   | Karolína Plíšková (CZE) Caroline Garciaová (FRA) Sofia Keninová (USA)        | [ 15 ] |
| Červenec | Simona Halepová (ROU)     | Serena Williamsová (USA) Anastasija Sevastovová (LAT) Jil Teichmannová (SUI) | [ 16 ] |
| Srpen    | Bianca Andreescuová (CAN) |                                                                              | [ 17 ] |
| Září     | Naomi Ósakaová (JPN)      | Aryna Sabalenková (BLR) Karolína Plíšková (CZE)                              | [ 18 ] |
| Říjen    | Ashleigh Bartyová (AUS)   |                                                                              | [ 19 ] |

### Průlom měsíce
| Měsíc    | vítězka                   | další kandidátky                                                           | zdroj  |
| -------- | ------------------------- | -------------------------------------------------------------------------- | ------ |
| Leden    | Dajana Jastremská (UKR)   | Danielle Collinsová (USA) Amanda Anisimovová (USA) Ashleigh Bartyová (AUS) | [ 20 ] |
| Únor     | Sie Šu-wej (TPE)          | Bianca Andreescuová (CAN) Wang Ja-fan (CHN) Sofia Keninová (USA)           | [ 21 ] |
| Březen   | Bianca Andreescuová (CAN) | Markéta Vondroušová (CZE) Sie Šu-wej (TPE) Anett Kontaveitová (EST)        | [ 22 ] |
| Duben    | Maria Sakkariová (GRE)    | Jil Teichmannová (SUI) Karolína Muchová (CZE) Amanda Anisimovová (USA)     | [ 23 ] |
| Květen   | Markéta Vondroušová (CZE) | Kiki Bertensová (NED) Julia Putincevová (KAZ) Chloé Paquetová (FRA)        | [ 24 ] |
| Červen   | Iga Świąteková (POL)      | Petra Martićová (CRO) Markéta Vondroušová (CZE) Amanda Anisimovová (USA)   | [ 25 ] |
| Červenec | Barbora Strýcová (CZE)    | Jelena Rybakinová (KAZ) Karolína Muchová (CZE) Fiona Ferrová (FRA)         | [ 26 ] |
| Srpen    | Marie Bouzková (CZE)      | Belinda Bencicová (SUI) Coco Gauffová (USA) Sofia Keninová (USA)           | [ 27 ] |
| Září     | Alison Riskeová (USA)     | Karolína Muchová (CZE) Jelena Rybakinová (KAZ) Rebecca Petersonová (SWE)   | [ 28 ] |
| Říjen    | Karolína Muchová (CZE)    | Belinda Bencicová (SUI) Sofia Keninová (USA)                               | [ 29 ] |

### Míček měsíce
| Měsíc    | vítězka                                                    | další kandidátky                                                                                           | zdroj  |
| -------- | ---------------------------------------------------------- | --- | ------ |
| Leden    | Sie Šu-wej (TPE)                                           | Amanda Anisimovová (USA) Bianca Andreescuová (CAN) Ashleigh Bartyová (AUS) Anna Karolína Schmiedlová (SVK) | [ 30 ] |
| Únor     | Simona Halepová (ROU)                                      | Elina Svitolinová (UKR) Donna Vekićová (CRO) Sofia Keninová (USA) Caroline Garciaová (FRA)                 | [ 31 ] |
| Březen   | Kirsten Flipkensová (BEL)                                  | Sie Šu-wej (TPE) Simona Halepová (ROU) Karolína Plíšková (CZE) Serena Williamsová (USA)                    | [ 32 ] |
| Duben    | Iga Świąteková (POL)                                       | Viktoria Azarenková (BLR) Andrea Petkovicová (GER) Kirsten Flipkensová (BEL) Angelique Kerberová (GER)     | [ 33 ] |
| Květen   | Simona Halepová (ROU)                                      | Markéta Vondroušová (CZE) Serena Williamsová (USA) Dajana Jastremská (UKR)                                 | [ 34 ] |
| Červen   | Caroline Wozniacká (DEN)                                   | Ashleigh Bartyová (AUS) Simona Halepová (ROU) Maria Šarapovová (RUS) Angelique Kerberová (GER)             | [ 35 ] |
| Červenec | Patricia Maria Țigová (ROU)                                | Irina Baraová (ROU) Anastasija Sevastovová (LAT) Kiki Bertensová (NED) Katarzyna Kawaová (POL)             | [ 36 ] |
| Srpen    | Bethanie Matteková-Sandsová (USA) Coco Vandewegheová (USA) | Bianca Andreescuová (CAN) Simona Halepová (ROU) Madison Keysová (USA)                                      | [ 37 ] |
| Září     | Mónica Puigová (PUR)                                       | Naomi Ósakaová (JPN) Jana Fettová (CRO) Petra Martićová (CRO)                                              | [ 38 ] |
| Říjen    | Elina Svitolinová (UKR)                                    | Aryna Sabalenková (BLR) Dajana Jastremská (UKR) Ons Džabúrová (TUN)                                        | [ 39 ] |

## Ukončení kariéry
Seznam uvádí tenistky (vítězky turnaje WTA, a/nebo ty, které byly klasifikovány alespoň jeden týden v Top 100 dvouhry a/nebo Top 100 čtyřhry žebříčku WTA), jež ohlásily ukončení profesionální kariéry, neodehrály za více než 52 uplynulých týdnů žádný turnaj, nebo jim byl uložen trvalý zákaz hraní, a to v sezóně 2019:

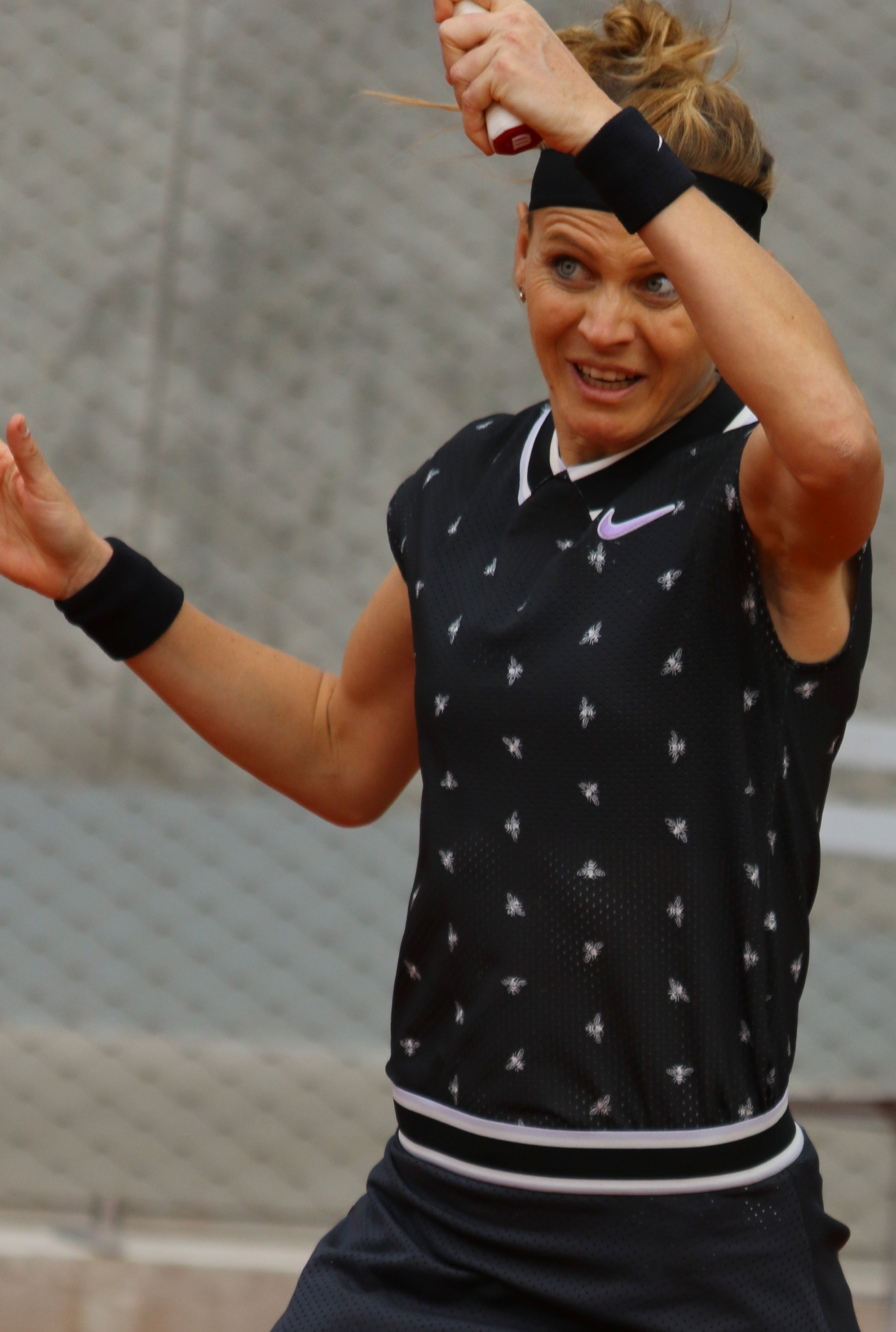
Češka Lucie Šafářová vyhrála pět deblových grandslamů s Mattekovou-Sandsovou a z finále dvouhry na French Open 2015 odešla poražena. Během kariéry se stala světovou jedničkou ve čtyřhře a pátou ženou singlové klasifikace. S českým fedcupovým týmem získala čtyři trofeje.

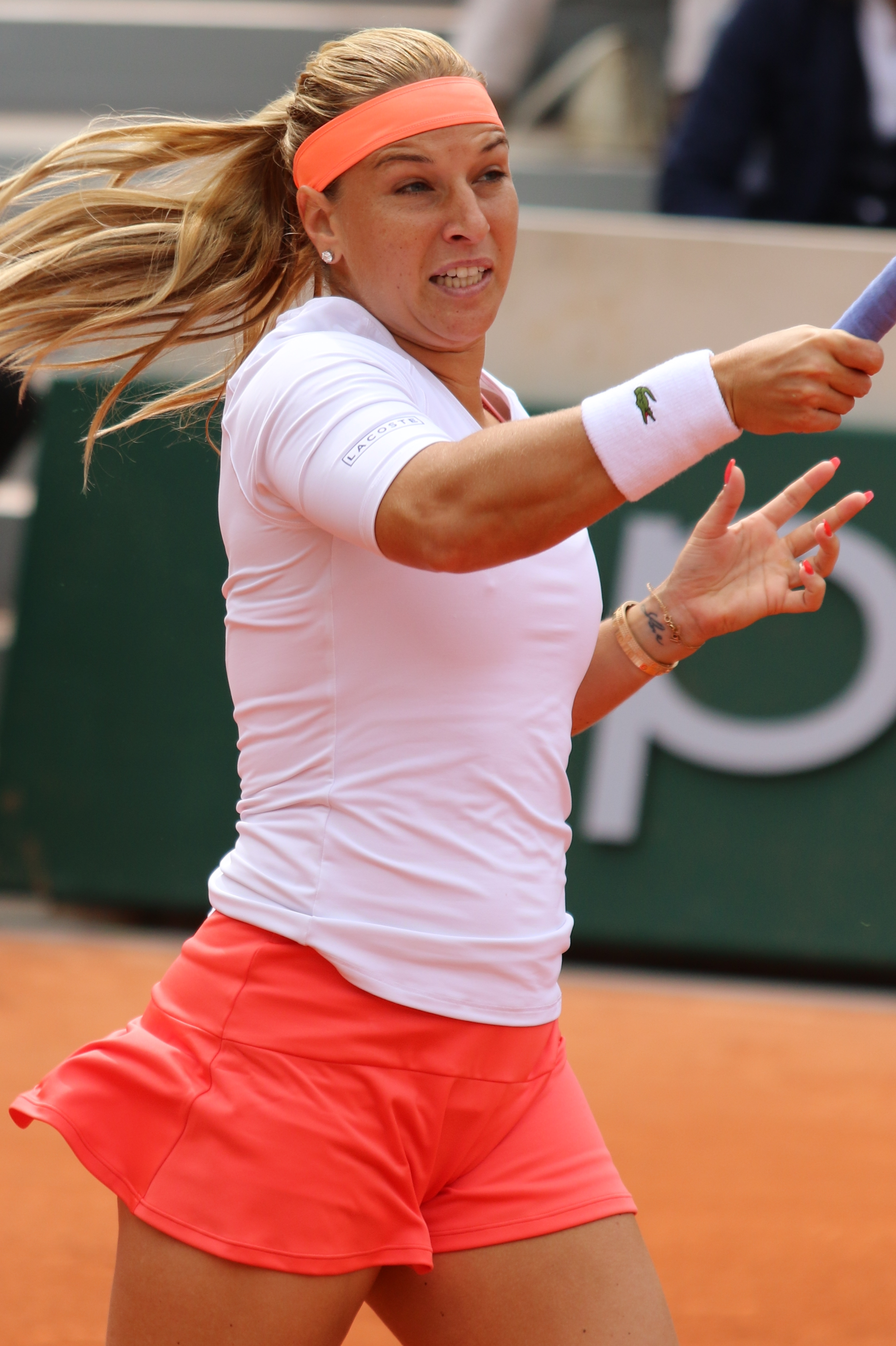
Bývalá světová čtyřka Dominika Cibulková se na Australian Open 2014 stala první Slovenkou ve finále grandslamové dvouhry. Jako první slovenská tenistka vyhrála v roce 2016 Turnaj mistryň.

- Raquel Atawová (* 8. prosince 1982 Fresno, Spojené státy americké), profesionálka od roku 2000, ve dvouhře žebříčku WTA nejvýše postavená na 162. místě v říjnu 2007 a ve čtyřhře na 10. místě během března 2015. Vítězka osmnácti deblových titulů na okruhu WTA Tour, většiny z nich s Abigail Spearsovou; v ženské čtyřhře si zahrála semifinále Australian Open 2014 a Wimbledonu 2015 i 2016.[40]
- Julia Boserupová (* 9. září 1991 Santa Monica, Spojené státy americké), profesionálka od roku 2010, ve dvouhře žebříčku WTA nejvýše postavená na 80. místě v červnu 2017 a ve čtyřhře na 218. místě během října téhož roku. Většinu kariéry strávila na nižším okruhu ITF, kde získala tři singlové a jeden deblový titul. Na grandslamu se nejdále probojovala do třetího kola Wimbledonu 2016 z pozice kvalifikantky. Po více než jednoroční neaktivitě se rozhodla ukončit kariéru v květnu 2019 pro dlouhodobé zranění.[41]
- Dominika Cibulková (* 6. května 1989 Bratislava, Československo), profesionálka od roku 2004, ve dvouhře žebříčku WTA nejvýše postavená na 4. místě v březnu 2017 a ve čtyřhře na 59. místě během srpna 2012. Vítězka osmi singlových a jednoho deblového titulu na okruhu WTA Tour. Jako první Slovenka postoupila do finále grandslamové dvouhry, v němž na Australian Open 2014 podlehla Li Na. V roce 2016 se také stala první slovenskou hráčkou, která triumfovala na Turnaji mistryň. S Dominikem Hrbatým vybojovala pro Slovensko titul na Hopmanově poháru 2009. Profesionální kariéru ukončila v listopadu 2019 jako členka čtvrté světové stovky pro přetrvávající zranění Achillovy šlachy.[42]
- Mariana Duqueová Mariñová (* 12. srpna 1989 Bogotá, Kolumbie), profesionálka od roku 2005, ve dvouhře žebříčku WTA nejvýše postavená na 66. místě a ve čtyřhře na 96. místě; vítězka jednoho singlového i deblového titulu na okruhu WTA Tour, stejně jako devatenácti singlových trofejí na okruhu ITF. Ukončení profesionální kariéry oznámila po dubnovém Copa Colsanitas 2019. Na bogotském turnaji získala v roce 2010 jedinou singlovou kariérní trofej WTA.
- Julia Glušková (* 1. ledna 1990 Doněck, Sovětský svaz), izraelská profesionálka od roku 2007, ve dvouhře žebříčku WTA nejvýše postavená na 79. místě v červnu 2014 a ve čtyřhře na 109. místě během listopadu 2014. Většinu kariéry se pohybovala na nižším okruhu ITF, kde vyhrála jedenáct singlových a čtrnáct deblových titulů. Na grandslamu se nejdále probojovala do třetího kola na French Open 2014 a US Open 2013. Nastupovala za izraelský fedcupový tým. Poslední turnaj odehrála v Izraeli během září 2019. Profesionální kariéru ukončila 24. prosince 2019.[43]
- Anna-Lena Grönefeldová (* 4. června 1985 Nordhorn, Spolková republika Německo), profesionálka od roku 2003, ve dvouhře žebříčku WTA nejvýše postavená na 14. místě v dubnu 2006 a ve čtyřhře na 7. místě o měsíc dříve. Vítězka jednoho singlového a sedmnácti deblových titulů na okruhu WTA Tour. Na grandslamu triumfovala v mixu Wimbledonu 2009 a French Open 2014. Připsala si také jednu trofej ze čtyřhry série WTA 125K a jedenáct singlových a šest deblových turnajových vavřínů na okruhu ITF. S německým týmem odešla poražena z finále Fed Cupu 2014. Zúčastnila se Letní olympiády 2012 a 2016. Profesionální dráhu opustila v prosinci 2019 s cílem věnovat se rodinnému životu.[44]
- María Irigoyenová (* 24. června 1987 Tandil, Argentina), profesionálka od roku 2005, ve dvouhře žebříčku WTA nejvýše postavená na 147. místě a ve čtyřhře na 47. místě; nejdříve se specializovala na čtyřhru. Vítězka dvou deblových titulů okruhu WTA Tour na Rio Open 2014 a 2016 a držitelka dvou zlatých a jedné bronzové medaile z Panamerických her.
- Emma Laineová (* 26. března 1986 Karlstad, Švédsko), profesionálka od roku 2004, ve dvouhře žebříčku WTA nejvýše postavená na 50. místě a ve čtyřhře na 64. místě; Vítězka jedenácti singlových a čtyřiceti čtyř deblových titulů okruhu ITF. Ukončení profesionální kariéry oznámila po dohrání Fed Cupu 2019.
- An-Sophie Mestachová (* 7. března 1994 Gent, Belgie), profesionálka od roku 2009, ve dvouhře žebříčku WTA nejvýše postavená na 98. místě a ve čtyřhře na 64. místě; vítězka dvou deblových titulů na okruhu WTA Tour a sedmi singlových trofejí na okruhu ITF. Juniorská světová jednička v roce 2011 a šampionka juniorky Australian Open 2011. Ukončení profesionální kariéry oznámila v lednu 2019, se záměrem věnovat se profesi policistky.[45]
- Arantxa Parraová Santonjaová (* 9. listopadu 1982 Valencie, Španělsko), profesionálka od roku 2000, ve dvouhře žebříčku WTA nejvýše postavená na 46. místě a ve čtyřhře na 22. místě; Vítězka jedenácti deblových titulů okruhu WTA, rovněž tak i jedenácti singlových trofejí na okruhu ITF. Kariéru ukončila v květnu 2019.[41]
- Lucie Šafářová (* 4. února 1987 Brno, Československo), profesionálka od roku 2002, ve dvouhře žebříčku WTA nejvýše postavená na 5. místě a ve čtyřhře na 1. místě; vítězka sedmi singlových a patnácti deblových titulů na okruhu WTA Tour, poražená finalistka dvouhry na French Open 2015. Šampionka pěti deblových grandslamů s Američankou Bethanií Mattekovou-Sandsovou. Ukončení kariéry oznámila před listopadovým finále Fed Cupu 2018. Posledním turnajem profesionální dráhy se měl stát Australian Open 2019.[46] Pro zánět šlachy v zápěstí však do Austrálie neodcestovala a odložila rozhodnutí na později.[47] Následně rozlučku oznámila na dubnovém J&T Banka Prague Open 2019 a nasposledy nastoupila do ženské čtyřhry červnového French Open.
- Barbora Štefková (* 4. dubna 1995 Olomouc, Česko), profesionálka od roku 2012, ve dvouhře žebříčku WTA nejvýše postavená na 154. místě v únoru 2017 a ve čtyřhře na 100. místě během ledna 2019. Většinu kariéry hrála na okruhu ITF, kde získala devět singlových a dvanáct deblových titulů. Jako poražená fnialistka skončila se Šafářovou ve čtyřhře Mallorca Open 2018. V hlavních soutěžích grandslamu odehrála pouze Wimbledon 2018, kde nepřešla úvodní kolo. Pro dlouhodobé zdravotní problémy s reaktivní artritidou, která jí způsobovala bolesti obou zápěstí, předčasně ukončila profesionální kariéru v červnu 2019. Poslední turnaj odehrála na travnatém Libéma Open 2019 v 's-Hertogenboschi.[48]

## Obnovení kariéry
Seznam uvádí významné tenistky, které obnovily kariéru účastí na turnajích v roce 2019:
- Taťána Golovinová (* 25. ledna 1988 Moskva, Sovětský svaz), francouzská profesionálka od roku 2002, ve dvouhře žebříčku WTA nejvýše postavená na 12. místě v únoru 2008 a ve čtyřhře na 91. místě během srpna 2007. Vítězka dvou singlových titulů na okruhu WTA Tour. Na grandslamu triumfovala v mixu French Open 2004 s krajanem Richardem Gasquetem. Ve dvouhře si zahrála čtvrtfinále US Open 2006. Profesionální kariéru poprvé ukončila již ve dvaceti letech, během sezóny 2008, pro zánětlivé revmatické onemocnění páteře, Bechtěrevovu nemoc. Poslední turnaj odehrála na květnovém German Open 2008.[49] Návrat oznámila během září 2019 a na okruh se vrátila říjnovým BGL Luxembourg Open po obdržení divoké karty do kvalifikace.[50] V jejím úvodu podlehla Slovince Juvanové.
- Patricia Maria Țigová (* 27. července 1994 Caransebeș, Rumunsko), profesionálka od roku 2009, ve dvouhře žebříčku WTA před návratem nejvýše postavená na 83. místě a ve čtyřhře na 155. místě; poražená finalistka jednoho singlového a dvou deblových turnajů na okruhu WTA Tour. První kolo nepřekročila na žádném ze čtyř grandslamů. Ve druhé polovině roku 2017 se potýkala s formou. Poté se rozhodla zaměřit na doléčení zranění, když uvedla, že ji limitují bolestivá záda. Poslední turnaj odehrála na kantonském Guangzhou Open v září 2017. Neaktivní hráčkou se stala 24. září 2018 po 52týdenní absenci v systému žebříčku WTA. Návrat oznámila po narození dcery v listopadu 2018. Prvním turnajem se stala událost ITF v mexickém Cancúnu s dotací 15 tisíc dolarů během dubna 2019.[51]

## Rozpis zisku bodů
Tabulka přidělovaných bodů hráčkám na turnajích okruhů WTA Tour 2019.
| Grand Slam (S) | 2000 | 1300 | 780                                                            | 430                                                            | 240                                                            | 130                                                            | 70                                                             | 10                                                             | 40                                                             | 30                                                             | 20                                                             | 2                                                              |
| Grand Slam (D) | 2000 | 1300 | 780                                                            | 430                                                            | 240                                                            | 130                                                            | 10                                                             | –                                                              | 40                                                             | –                                                              | –                                                              | –                                                              |
| WTA Final (S/D) | +750 | +330 | (250 za každou výhru, 125 za každou prohru v základní skupině) | (250 za každou výhru, 125 za každou prohru v základní skupině) | (250 za každou výhru, 125 za každou prohru v základní skupině) | (250 za každou výhru, 125 za každou prohru v základní skupině) | (250 za každou výhru, 125 za každou prohru v základní skupině) | (250 za každou výhru, 125 za každou prohru v základní skupině) | (250 za každou výhru, 125 za každou prohru v základní skupině) | (250 za každou výhru, 125 za každou prohru v základní skupině) | (250 za každou výhru, 125 za každou prohru v základní skupině) | (250 za každou výhru, 125 za každou prohru v základní skupině) |
| Premier Mandatory (96S) | 1000 | 650  | 390                                                            | 215                                                            | 120                                                            | 65                                                             | 35                                                             | 10                                                             | 30                                                             | –                                                              | 20                                                             | 2                                                              |
| Premier Mandatory (64/60S) | 1000 | 650  | 390                                                            | 215                                                            | 120                                                            | 65                                                             | 10                                                             | –                                                              | 30                                                             | –                                                              | 20                                                             | 2                                                              |
| Premier Mandatory (28/32D) | 1000 | 650  | 390                                                            | 215                                                            | 120                                                            | 10                                                             | –                                                              | –                                                              | –                                                              | –                                                              | –                                                              | –                                                              |
| Premier 5 (56S,64Q) | 900  | 585  | 350                                                            | 190                                                            | 105                                                            | 60                                                             | 1                                                              | –                                                              | 30                                                             | 22                                                             | 15                                                             | 1                                                              |
| Premier 5 (56S,48/32Q) | 900  | 585  | 350                                                            | 190                                                            | 105                                                            | 60                                                             | 1                                                              | –                                                              | 30                                                             | –                                                              | 20                                                             | 1                                                              |
| Premier 5 (28D) | 900  | 585  | 350                                                            | 190                                                            | 105                                                            | 1                                                              | –                                                              | –                                                              | –                                                              | –                                                              | –                                                              | –                                                              |
| Premier 5 (16D) | 900  | 585  | 350                                                            | 190                                                            | 1                                                              | –                                                              | –                                                              | –                                                              | –                                                              | –                                                              | –                                                              | –                                                              |
| Premier (56S) | 470  | 305  | 185                                                            | 100                                                            | 55                                                             | 30                                                             | 1                                                              | –                                                              | 25                                                             | –                                                              | 13                                                             | 1                                                              |
| Premier (32S) | 470  | 305  | 185                                                            | 100                                                            | 55                                                             | 1                                                              | –                                                              | –                                                              | 25                                                             | 18                                                             | 13                                                             | 1                                                              |
| Premier (16D) | 470  | 305  | 185                                                            | 100                                                            | 1                                                              | –                                                              | –                                                              | –                                                              | –                                                              | –                                                              | –                                                              | –                                                              |
| WTA Elite Trophy (12S) | +460 | +200 | (120 za každou výhru, 40 za každou prohru v základní skupině)  | (120 za každou výhru, 40 za každou prohru v základní skupině)  | (120 za každou výhru, 40 za každou prohru v základní skupině)  | (120 za každou výhru, 40 za každou prohru v základní skupině)  | (120 za každou výhru, 40 za každou prohru v základní skupině)  | (120 za každou výhru, 40 za každou prohru v základní skupině)  | (120 za každou výhru, 40 za každou prohru v základní skupině)  | (120 za každou výhru, 40 za každou prohru v základní skupině)  | (120 za každou výhru, 40 za každou prohru v základní skupině)  | (120 za každou výhru, 40 za každou prohru v základní skupině)  |
| International (32S,32Q) | 280  | 180  | 110                                                            | 60                                                             | 30                                                             | 1                                                              | –                                                              | –                                                              | 18                                                             | 14                                                             | 10                                                             | 1                                                              |
| International (32S,16Q) | 280  | 180  | 110                                                            | 60                                                             | 30                                                             | 1                                                              | –                                                              | –                                                              | 18                                                             | –                                                              | 12                                                             | 1                                                              |
| International (16D) | 280  | 180  | 110                                                            | 60                                                             | 1                                                              | –                                                              | –                                                              | –                                                              | –                                                              | –                                                              | –                                                              | –                                                              |
| QV – vítězka kvalifikace, Q1–3 – 1. až 3. kolo kvalifikace, (xS/Q/D) – „x“ počet hráček v soutěži dvouhry/kvalifikace/čtyřhry |      |      |                                                                |                                                                |                                                                |                                                                |                                                                |                                                                |                                                                |                                                                |                                                                |                                                                |